# The Rolling Stones
The Rolling Stones, más conocido en el mundo hispanohablante como los Rolling Stones o, simplemente, los Rolling, o los Stones, es un grupo británico de rock originario de Londres. Fue formado en abril de 1962 por Brian Jones, Mick Jagger, Keith Richards e Ian Stewart, junto a varios bajistas y bateristas que nunca permanecieron fijos en la formación hasta la llegada de Bill Wyman y Charlie Watts unos meses después, quienes completarían la primera formación oficial de la banda. Ian Stewart dejó de ser miembro oficial del grupo a mediados de 1963, aunque permaneció en el mismo hasta su fallecimiento en 1985. Brian Jones fue despedido en junio de 1969 debido a su adicción a las drogas (pero fallecería tres semanas después), y fue reemplazado por el guitarrista Mick Taylor, que dejaría el grupo en 1975 y sería, a su vez, reemplazado por Ronnie Wood. Con el retiro de Bill Wyman en 1993 se incluyó al bajista Darryl Jones que, aunque toca con la banda desde la grabación del álbum Voodoo Lounge en 1994, no es un miembro oficial. Por último, tras el fallecimiento de Charlie Watts en 2021, fue incluido en su reemplazo el baterista Steve Jordan, aunque con el mismo estatus de miembro no oficial que Darryl Jones. Sin embargo, Jordan ya se había unido previamente al equipo debido al agravamiento del estado de salud de Watts, formando parte de la gira No Filter Tour.
Sus primeras producciones incluían versiones y temas de blues, rock and roll y R&B estadounidense. No obstante, en el transcurso de su trayectoria añadieron toques estilísticos de otros géneros para adaptarse a cada época recibiendo influencias de la música psicodélica, el country, el punk, la música disco, el soul, el reggae o la música electrónica. Pese a encabezar junto a The Beatles (con los que siempre rivalizaron en popularidad) la «invasión británica» en los primeros años de la década de 1960, no fue sino hasta el lanzamiento de «(I Can't Get No) Satisfaction» en 1965 cuando alcanzaron el estrellato internacional y se establecieron como una de las bandas más populares en la escena musical. Hasta la fecha, la banda ha editado veinticinco álbumes de estudio y colocado treinta y dos sencillos dentro de los diez más populares de Reino Unido y de Estados Unidos. Las ventas totales de The Rolling Stones se estiman entre 200 y 250 millones de discos, se convirtieron en unos de los artistas más exitosos de todos los tiempos.
Los Rolling están considerados como una de las bandas más grandes e influyentes de la historia del rock, siendo una de las agrupaciones que sentó las bases del rock contemporáneo. Contando desde sus inicios con el favor de la crítica, algunos de sus materiales están considerados de los mejores de todos los tiempos; entre ellos destacan Beggars Banquet (1968), Let It Bleed (1969), Sticky Fingers (1971) y quizá su mejor obra, Exile on Main St. (1972). En 1989 fueron incluidos en el Salón de la Fama del Rock and Roll, y en 2004 la revista estadounidense Rolling Stone los colocó en el puesto n.º 4 en su lista de Los 50 mejores artistas de todos los tiempos.
Ningún grupo de rock hasta la fecha ha sostenido una trayectoria tan duradera y todavía mundialmente reconocida como los Rolling Stones; con Mick Jagger y Keith Richards como miembros fundadores en activo, continúan siendo la banda más longeva de la historia del rock. En enero de 2022, apareció una colección de sellos conmemorativos del 60.º aniversario de la fundación del grupo.

## Historia

### 1962: Fundación

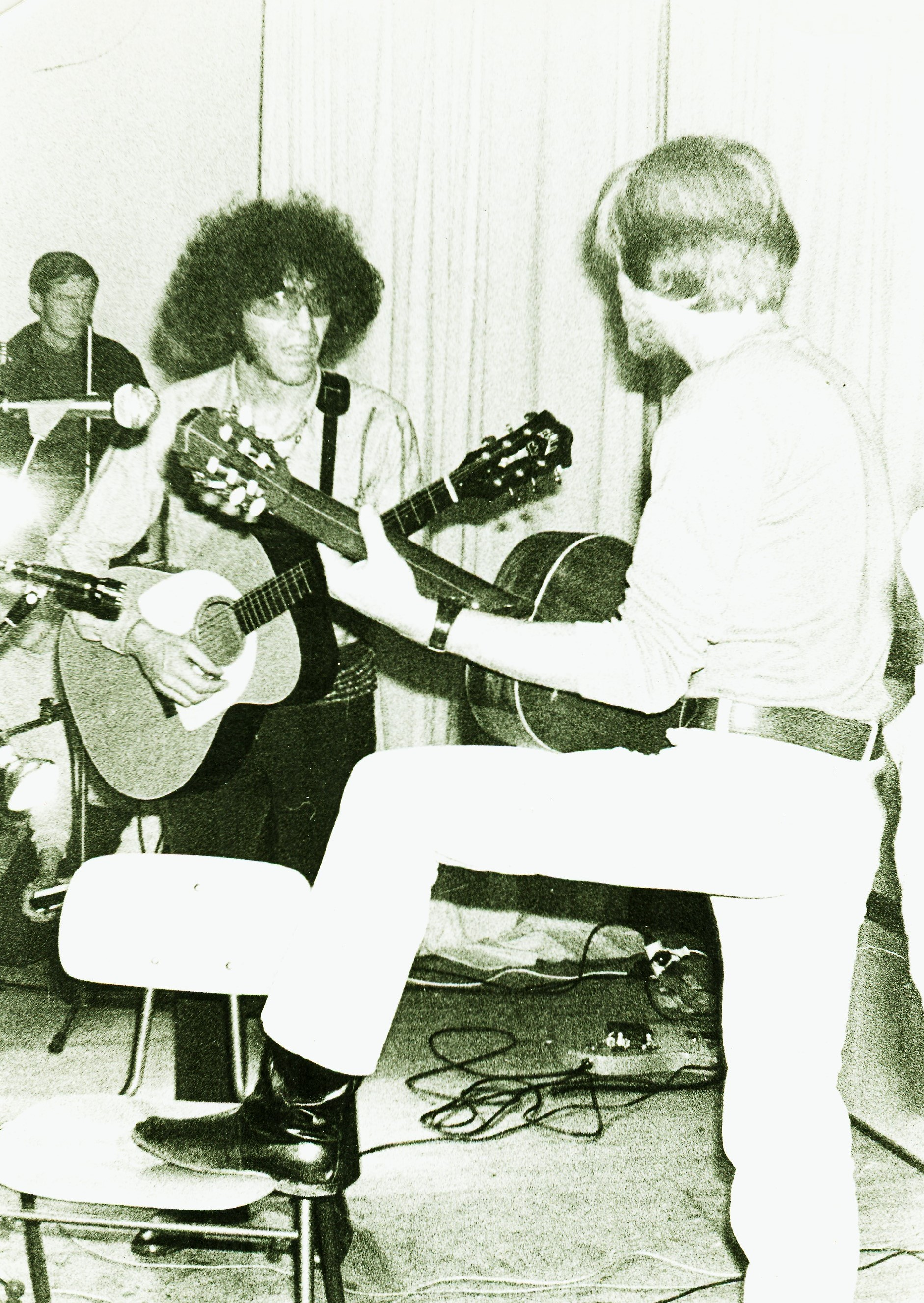
Alexis Korner (izq.), líder y miembro fundador de Blues Incorporated, considerada como la banda pionera del movimiento R&B en la Gran Bretaña.

Keith Richards y Mick Jagger eran compañeros de clase en la escuela primaria Wentworth, Dartford; no obstante, tras mudarse la familia de Richards, perdieron contacto. Finalmente, se reencontraron en la estación de tren Dartford en 1961. Por entonces Richards asistía al Sidcup Art College, mientras Jagger estaba matriculado en la London School of Economics. En sus ratos libres Jagger cantaba con Little Boy Blue and the Blue Boys. Al poco tiempo Richards se integró al conjunto.
A principios de 1961 llegó a la capital inglesa Brian Jones, exintegrante de The Ramrods, banda de su nativa Cheltenham. Tras su llegada participó ocasionalmente con el grupo de Alexis Korner, Blues Incorporated, un grupo importante dentro del circuito R&B londinense. Jones quería formar una banda de R&B y puso un anuncio en el semanario Jazz News, al cual respondieron el pianista Ian Stewart y el guitarrista Geoff Bradford.
Una noche a inicios de 1962, Brian Jones, conocido en ese entonces como "Elmo Lewis", y su grupo se presentaron en el Ealing Jazz Club. El espectáculo le causó una grata impresión a Keith Richards, y tras una breve conversación con Mick Jagger y Dick Taylor, decidieron que se juntarían con Brian Jones, Ian Stewart y Geoff Bradford para formar parte de un nuevo grupo todos juntos. Pocas semanas después, ya en primavera, Bradford abandonó la agrupación, y contrataron al baterista de The Cliftons Tony Chapman. También Taylor dejó el grupo algunos días, aunque tiempo después regresaría, si bien solo por un breve periodo. Al poco tiempo, Brian Jones bautizó a la agrupación como "The Rolling Stones" después de escuchar la canción «Rollin' Stone» del músico estadounidense de blues Muddy Waters.

A mediados de año, Blues Incorporated canceló su presentación en el Club Marquee, situación que fue aprovechada por la nueva banda. El 12 de julio de 1962, Mick Jagger, Keith Richards, Brian Jones, Ian Stewart, Dick Taylor y Tony Chapman (otros citan a Mick Avory), ofrecieron su primer concierto oficial como "The Rolling Stones". Después de esta primera presentación se embarcaron en una gira por distintos bares londinenses, sin la compañía de Chapman y Taylor, quienes decidieron salir de la agrupación definitivamente. Chapman recomendó a la banda a su amigo en The Cliftons William Perks, conocido como Bill Wyman, quien hizo una audición con el grupo el 7 de diciembre y al instante se convirtió en el nuevo bajista de The Rolling Stones. «Me puse mi mejor traje y me presenté en el club, buscando a Mick Jagger o a Brian Jones. Me sorprendió ver que ellos vestían muy diferente, con playeras y jeans (destacando que Jagger vestía de color beige). Otra cosa que no me agradó fue darme cuenta de que más que a mí, querían mi amplificador». Carlo Little aceptó cubrir la batería mientras encontraban un sustituto, y tras una breve temporada abandonó la banda; no obstante, antes de su partida, les recomendó la contratación de Charlie Watts, al cual conocían todos y acababa de dejar Blues Incorporated. Watts aborrecía el rock and roll y el blues y se mostraba reacio a abandonar su trabajo, pero después de varios meses de persuasión se unió a los Stones en enero de 1963, «Pensé que estaban realmente locos. Trabajaban sin cobrar y tampoco les interesaba, pero me gustaba su espíritu y el R&B, así que acepté».

### 1963-1964: Los creadores de éxitos más recientes en Reino Unido

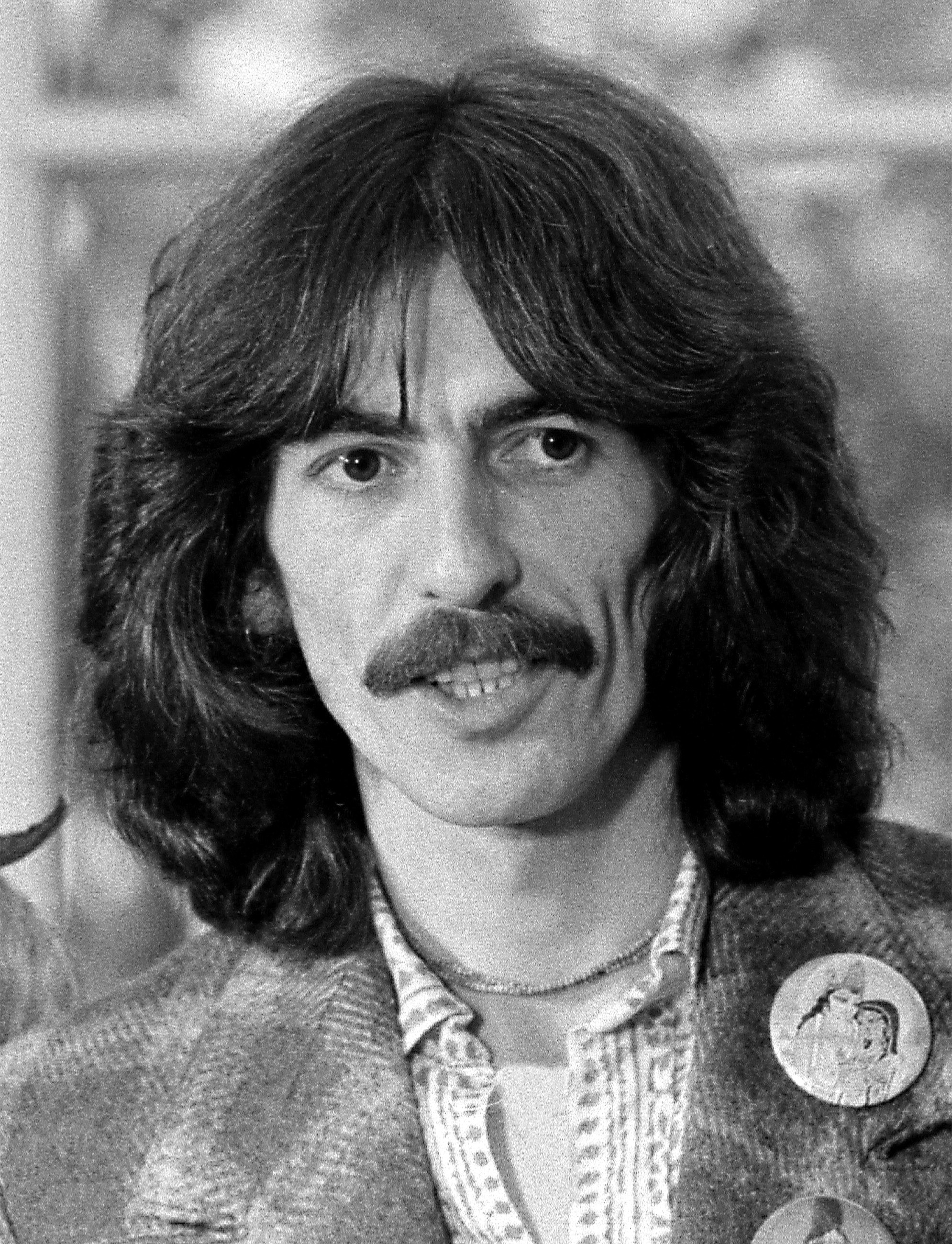
George Harrison recomendó a los Stones a Dick Rowe, que había rechazado anteriormente a The Beatles.

El empresario Giorgio Gomelsky contrató a la banda para que tocaran cada domingo en el Crawdaddy Club de Richmond, este trabajo de ocho meses les sirvió para ganar una gran base de seguidores, incluidos The Beatles. La creciente asistencia al Crawdaddy llamó la atención del periodista Peter Jones, quien recomendó el grupo a Andrew Loog Oldham, publicista de The Beatles. Después de observarlos en Richmond, los fichó junto a Eric Easton para su agencia Impact Sound el 6 de mayo de 1963. Para comercializar a la banda con una imagen de «vándalos juveniles», Oldham retiró a Ian Stewart de la formación, aunque se quedó como ayudante en las giras y como pianista de la banda en sesiones y giras. También le pidió a Richards que recortara la «S» de su apellido para que se emparejara con el apellido de Cliff Richard y Little Richard, estrellas de rock británico-estadounidense de la época. A mediados de ese mes fueron contratados por Dick Rowe para la Decca Records tras la recomendación del beatle George Harrison. Después de firmar, iniciaron las grabaciones de sus primeros temas en los estudios Olympic de Londres. Con Oldham como productor, los Stones grabaron el tema «Come On» de Chuck Berry y lo lanzaron acompañado de la canción de Muddy Waters «I Want to Be Loved» como su primer sencillo el 7 de junio. Para publicitarlo realizaron su primera aparición en la televisión británica, en el programa Thank Your Lucky Stars, y emprendieron su primera gira oficial por Inglaterra, siendo teloneros de Bo Diddley, Little Richard y The Everly Brothers. A pesar de esto, la canción no tuvo la repercusión deseada y sólo escalaron hasta la posición 21 en el listado de éxitos del Reino Unido. Con el fin de impulsar la carrera del grupo, Oldham le pidió a John Lennon y Paul McCartney de The Beatles que le compusieran una canción a los Stones. La pareja de compositores les entregaron en cinco minutos «I Wanna Be Your Man», canción editada como sencillo en noviembre respaldada en la cara-B del disco por «Stoned» (atribuida a Nanker Phelge), la primera composición original de la banda. Por fin lograron la atención del público (situándose dentro del Top-10 británico) y de los medios, quienes se centraron más en su aspecto desaseado y largo cabello que en su propuesta musical.
El 17 de enero de 1964, mientras se encontraban aún de gira por Inglaterra, publicaron su primer EP, The Rolling Stones. Aprovechando el impulso comercial de «I Wanna Be Your Man», el citado disco de versiones ocupó el primer puesto en la lista de los EP más vendidos del Reino Unido y permaneció en cartelera por 11 semanas. Cinco semanas más tarde sacaron «Not Fade Away», original de Buddy Holly, como su nuevo corte que no tardó en convertirse en su primer gran éxito comercial en Gran Bretaña, al situarse en tercera posición en el UK Singles Chart, contrastando con su modesto número 48 en EE. UU. La enorme popularidad que habían obtenido acarreó consigo críticas constantes por parte de la sociedad británica y de la prensa, quienes se quejaban de su aspecto «desaliñado» y de la forma «obscena» de sus interpretaciones. De lo anterior surgieron las comparaciones con The Beatles, situación que deseaba Oldham debido a que ideó a The Rolling Stones como la antítesis de la banda de Liverpool. El álbum debut de The Rolling Stones apareció el 17 de abril, bajo la producción de Oldham y Eric Easton. Titulado simplemente The Rolling Stones, el LP resultó prácticamente una reproducción de un concierto de los Stones, grabado en una sola toma en los Regent Studios de Londres, y contenía una colección de rock, R&B y blues en los que resaltaban la batería, la armónica y las guitarras. Además de numerosas versiones, incluía la primera composición de Jagger y Richards, una balada de corte acústico titulada «Tell Me (You're Coming Back)», y unos temas atribuidos a Phelge y Phil Spector. La crítica respondió con agrado y fue bien recibido en Inglaterra, manteniéndose 12 semanas en el primer lugar de ventas y otras 40 en la cartelera. Después emprendieron una gira nacional y por los Países Bajos, acompañados por The Ronettes, y tras su finalización se embarcaron en su primera gira por Estados Unidos en vísperas del lanzamiento del LP en ese país, renombrado para la ocasión England's Newest Hitmakers.
Las presentaciones no atrajeron al público estadounidense, que hacía poco tiempo había recibido eufóricamente a The Beatles. Esto era en parte debido a sus desafortunadas apariciones en la televisión estadounidense. En The Hollywood Palace su aspecto fue motivo de burlas por parte de Dean Martin y en The Ed Sullivan Show el gran pandemónium que causaron obligó al presentador a vetarlos del programa, aunque nunca lo cumplió. En Estados Unidos se tomaron un tiempo para grabar en los estudios de la Chess Records de Chicago y los RCA Records de Los Ángeles. Mientras tanto, editaron «Tell Me (You're Coming Back)», que llegó al 24 del Billboard Hot 100. Con la gira en plenitud, editaron su versión de «It's All Over Now» de The Valentinos, con la que consiguieron su primer número uno en el Reino Unido. Posteriormente fue seguido por el lanzamiento del EP Five by Five en Inglaterra y del LP 12 x 5 en Norteamérica, derivados de las grabaciones en los estudios de Chess y RCA Records. Ambos lograron puestos altos en las carteleras de sus respectivos mercados. En concreto, Five By Five les supuso otro número uno en las listas de EP, mientras que 12 X 5 escaló hasta la tercera posición del Top LPs de la Billboard. De este álbum destacaría la versión del tema Time Is on My Side, que también se convirtió en uno de sus primeros grandes éxitos. Por entonces la revista inglesa Melody Maker nombró a the Rolling Stones como la Banda del Año y designó a su corte «Not Fade Away» como Canción del Año. Con el tema blues de Willie Dixon «Little Red Rooster» volvieron a la cima de las listas británicas de popularidad por segunda vez de manera consecutiva en diciembre; en contraste, su difusión fue boicoteada por las radios estadounidenses debido al contenido explícitamente sexual de la letra.

### 1965-1968: Éxito internacional
Su segunda producción discográfica, The Rolling Stones No.2, salió a la venta el 15 de enero de 1965 en Gran Bretaña, apoderándose rápidamente de la cima de las carteleras británicas por 13 semanas. Repitiendo la fórmula de su anterior trabajo, Oldham conjuntó un álbum de versiones, exceptuando las inéditas «Off the Hook», «What a Shame» y «Grown Up Wrong». En Rolling Stones No.2 se observa una evolución de la banda hacia el terreno R&B y blues, integrado por temas más lentos que su predecesor y que tienen como base rítmica la batería; además se aprecian la inclusión más constante de la slide guitar y de la armónica. La publicación en los Estados Unidos se realizó al siguiente mes y al igual que en su anterior LP, sería editado bajo otra denominación, The Rolling Stones, Now!. Al contrario que su versión británica, este disco fue acompañado del éxito de «Heart of Stone», canción que sustituyó a «Grown Up Wrong» en el álbum estadounidense, siendo el primer sencillo de la banda en el que figuraban como compositores.
El siguiente sencillo, «The Last Time», se editó tanto en EE. UU. como en Inglaterra, siendo su primer corte original en Gran Bretaña. Con esta canción volvieron por tercera vez consecutiva a la cima de las listas de popularidad locales, mientras que en Norteamérica les valió su primer éxito en el Top 10. Posteriormente publicaron la canción «(I Can't Get No) Satisfaction», tema que los llevaría al superestrellato internacional. Este daría inicio a una nueva etapa en la banda, en la que su música sería la nueva forma de provocación. Jagger comenzó a componer temas donde expresaba críticas hacia la sociedad, la política y el sexo femenino, situación notable en las canciones que fueron destinadas al mercado pop. Su nuevo sencillo, inspirado en el consumismo estadounidense, retrataba a un adolescente atormentado por una frustración general, que sumado a sus referencias a las relaciones sexuales y sus tintes anticapitalistas fue visto como un ataque al statu quo. No obstante el corte fue un inmenso éxito comercial tanto en su país como en los Estados Unidos, donde alcanzó por primera vez la cima de las listas y las encabezó por cuatro semanas de manera consecutiva. Su popularidad se extendió por todo el mundo, situándose en la cima de las listas de toda Europa, Canadá y Australia; lo que le significó a los Stones su primer número uno a nivel mundial.
Mientras tanto, en Inglaterra salió su primera producción en vivo, el EP Got Live If You Want It!, registro de sus presentaciones en Mánchester y Liverpool en marzo de ese año. Paralelamente, en EE. UU. pusieron en el mercado su álbum Out of Our Heads, única edición que incluyó los dos sencillos anteriores. Con la inclusión de cuatro temas originales, supuso un avance en su carrera, al probarse a ellos mismos que eran capaces de escribir sus propias canciones, aunque mantenían su base R&B/blues. En su país fue publicado hasta el 24 de septiembre acompañado simultáneamente por «Get Off of My Cloud», la continuación de «Satisfaction». Al igual que la canción anterior, se alzó con el número uno tanto en Inglaterra como en EE. UU. y en diversas partes del globo, obteniendo por segunda vez consecutiva otro número uno a nivel internacional. Sirvió de antesala para la salida en Norteamérica de December's Children, una recopilación con numerosos temas originales extraídos de las ediciones británicas de sus álbumes y caras B, además de las inéditas «Get Off of My Cloud», «Blue Turns to Grey», «The Singer Not the Song» y «As Tears Go By»; esta última, número 6 en el listado del Billboard.

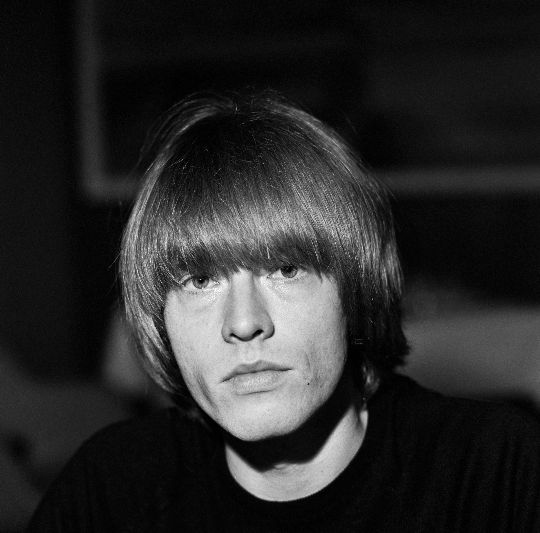
Durante los primeros años de la agrupación, Brian Jones fue su líder y principal instrumentista, destacando principalmente su influencia en los álbumes Aftermath, Between the Buttons y Their Satanic Majesties Request.

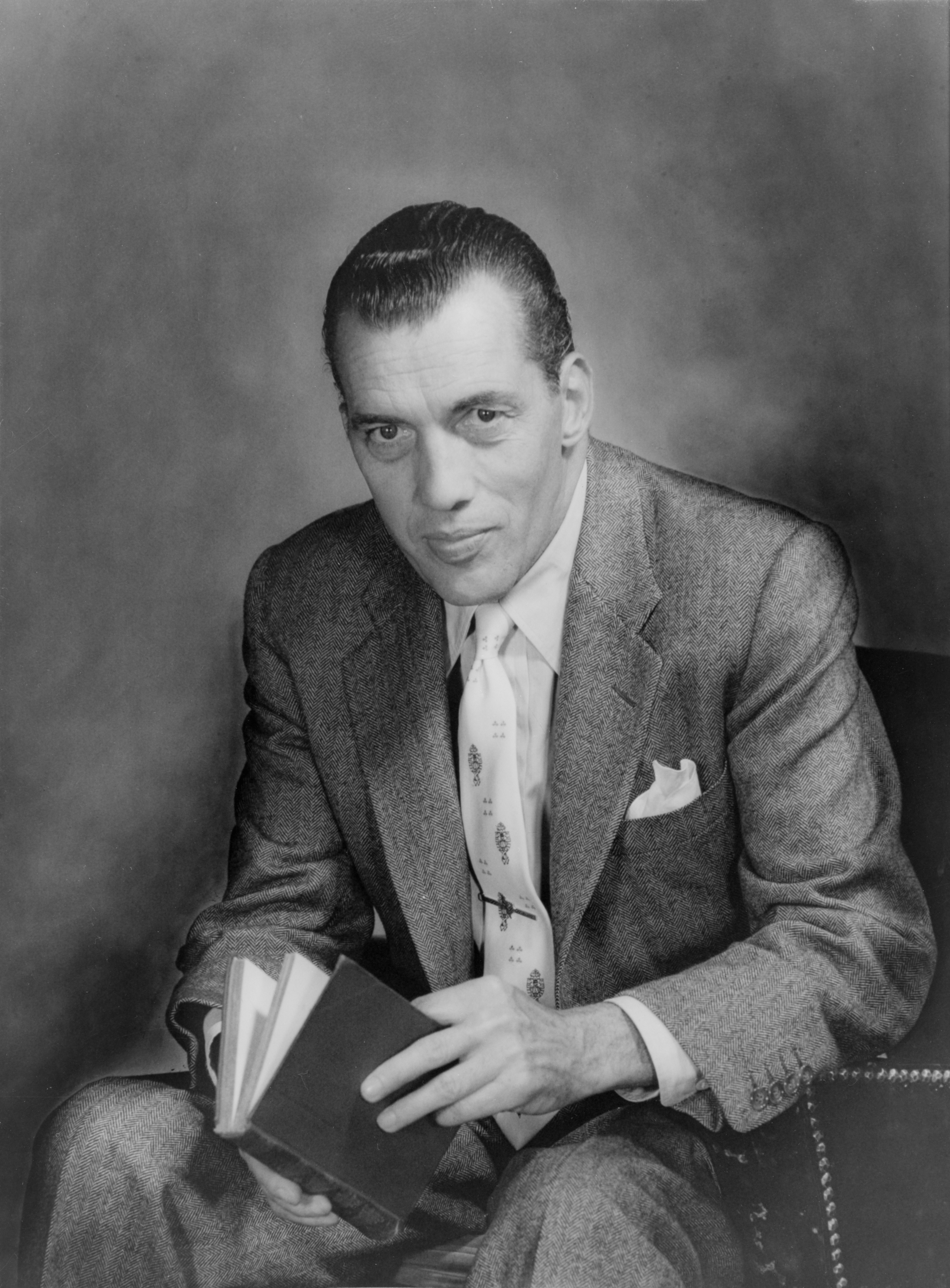
Ed Sullivan invitó a la banda a su programa por primera vez el 25 de octubre de 1964, y pese a vetarlos tras su presentación, acudieron en otras cinco ocasiones, dos veces en 1966.

En febrero de 1966 la banda regresó al mercado con «19th Nervous Breakdown», un gran éxito pese a que no pasó del segundo puesto en América y Gran Bretaña. Meses más tarde publicaron una canción que rompió con los estándares R&B plasmados por los Stones en sus pasados discos promocionales, «Paint It, Black». El exótico riff de Brian Jones en el sitar, le dio a «Paint It Black» ese ambiente misterioso y sombrío que catapultaría a los Stones al número uno en ambos lados del Atlántico y colocaría a la banda nuevamente en lo más alto de la cartelera mundial. Apoyándose en este golpe comercial, Decca Records puso a la venta Aftermath el 15 de abril en la Gran Bretaña. Por primera vez el grupo entregó un trabajo original, integrado en su mayoría por canciones rescatadas del proyecto Could You Walk on the Water?. Contrastando con sus anteriores producciones, ofrecieron un producto lejano de la influencia R&B y blues, y letras que llegaron a los límites de la misoginia, como «Stupid Girl» o «Under My Thumb». Musicalmente representó un cambio en la dirección de la banda, consecuencia del protagonismo y experimentación de su entonces líder Brian Jones, quien en su calidad de multinstrumentista incorporó marimbas, dulcimer, sitar, pianos y vibráfonos; otorgándole un sonido impactante y sofisticado al trabajo. A pesar de ello, Jones, víctima de severas depresiones que en ocasiones derivaron en hospitalizaciones, se comenzaba a sentir excluido de la agrupación por Jagger y Richards.
A continuación iniciaron una gira por Norteamérica a mediados de año para promocionar el lanzamiento de Aftermath en Estados Unidos. Esta se acompañó de «Mother's Little Helper», sustituta de «Paint It Black» en la edición inglesa, un mordaz retrato de la familia británica que los llevó a recibir insultos de un diputado de la Cámara de los Comunes. Al mismo tiempo, llegó al puesto 8 del Billboard, secundado por su cara B «Lady Jane» en el 24. De regreso en septiembre, emprendieron una gira nacional con Ike & Tina Turner y The Yardbirds que fue apoyada por la canción «Have You Seen Your Mother, Baby, Standing in the Shadow?». Este éxito de top 10 mundial también promocionaría su primer álbum recopilatorio Big Hits (High Tide and Green Grass), que vendió más de dos millones de copias.
El 20 de enero de 1967 editaron Between the Buttons en el Reino Unido, que fue su último disco bajo la dirección de Andrew Loog Oldham. El álbum era un trabajo ambicioso: la banda conjuntó las composiciones más maduras escritas por Jagger hasta ese momento, influenciado por Bob Dylan, y las complementó con la música y los finos arreglos de Jones, similares a los apreciados en The Beach Boys, para ofrecer una producción con matices y texturas de pop barroco y música psicodélica. Sin embargo los círculos de la crítica no lo recibieron con el mismo entusiasmo que Aftermath, señalando que la banda había perdido su orientación por tratar de seguirle los pasos a The Beatles, Kinks y Bob Dylan. Los temas «Let's Spend The Night Together» y «Ruby Tuesday» acompañaron a la producción, lanzados para la ocasión como un sencillo doble. «Ruby Tuesday» se convirtió en un número uno a nivel mundial, mientras que «Let's Spend The Night Together» fue relegada a posiciones más bajas principalmente porque en países como Estados Unidos fue censurada por su forma explícita en que aborda las relaciones sexuales. Por citar un ejemplo, Ed Sullivan amenazó a Jagger para que cambiara el coro («Let's Spend Some Time Together») para su presentación en The Ed Sullivan Show.
Apenas transcurrido un mes desde el lanzamiento de su nuevo álbum, Mick Jagger fue acusado por el periódico británico The News of the World de consumir LSD, lo que posteriormente derivaría en su arresto, junto a Keith Richards, unas semanas más tarde. Poco tiempo después Brian Jones fue arrestado por posesión de cocaína y de metanfetaminas. En los juicios, Jagger fue condenado a tres meses de prisión, Richards a un año y Jones a nueve meses; no obstante, este último salió bajo fianza y puesto en libertad condicional por la intervención de su psiquiatra, con la obligación de asistir a clínicas de rehabilitación. Tras las constantes protestas de sus fanes, fueron liberados por el Tribunal de apelación de la Corte Suprema de Londres el 31 de julio. A su salida, graban el sencillo «We Love You» como muestra de agradecimiento a sus fieles seguidores. John Lennon y Paul McCartney colaboraban en los coros. Aunque oficialmente estaba dirigido a los fanáticos, también fue tomado como un ataque hacia el periódico The News of the World, a la policía y a algunos miembros de la judicatura británica.
Bajo estas circunstancias grabaron Their Satanic Majesties Request, un álbum producido por ellos mismos con el que intentaban responder al Sgt. Pepper's Lonely Hearts Club Band de The Beatles. Se trata de un álbum de rock psicodélico, que posee influencias de la música oriental y africana, y pasajes experimentales a los que se incorporan múltiples instrumentos y orquestaciones. Con fines promocionales lanzaron los sencillos «In Another Land», y «She's a Rainbow»; la primera, composición firmada e interpretada por el bajista Bill Wyman, incluyó la participación de Steve Marriott en los coros, mientras que la segunda tuvo arreglos de cuerda de John Paul Jones y un delicado piano de Nicky Hopkins. Para infortunio del grupo, sólo «She's a Rainbow» se hizo un lugar en las listas de éxitos. Paralelamente, el disco tampoco alcanzó las altas cifras de ventas de sus anteriores grabaciones. Las primeras 25 000 copias tenían un holograma, lo que aumentó aún más el precio del álbum y dificultó su venta. Además la crítica especializada recibió fríamente a Their Satanic Majesties Request y le dedicó duros comentarios. Este momento, tras las pobres ventas y duras críticas, representó el fracaso más grande en su carrera.

### 1968-1972: El grupo derock and rollmás grande del mundo

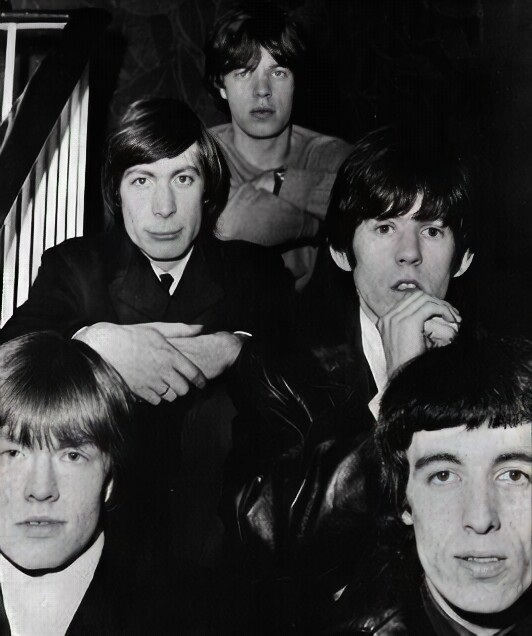
Foto de un anuncio comercial para la gira norteamericana de los Rolling Stones en los años 60.

A principios de 1968 presentaron a Allen Klein, ex contable del grupo, como su nuevo mánager. Su nuevo cargo le fue asignado a manera de agradecimiento tras haberles conseguido grandes adelantos monetarios y un mayor porcentaje de ventas con Decca Records. Después del fracaso de Their Satanic Majesties Request las relaciones en el seno de la banda se deterioraron, especialmente entre Jones y Richards, en gran parte debido a que este último se emparejó con Anita Pallenberg, entonces novia de Jones. Bajo la presión de superar el paso en falso del disco anterior, Jagger recurrió a los servicios del productor estadounidense Jimmy Miller, que recientemente había producido a Traffic. De las primeras sesiones se derivó «Jumpin' Jack Flash», un corte con el que retornaron al panorama internacional y regresaron al primer puesto del listado de sencillos del Reino Unido después de dos años.[cita requerida] Extrañamente, esta pista no fue incluida en el disco porque la banda quería crear un ambiente de expectación para su próximo material.
La nueva producción tenía como fecha de salida el 26 de julio, coincidente con el cumpleaños de Jagger, aunque su lanzamiento fue postergado por Decca debido a la polémica portada del disco, en la que aparecía un baño público sucio con múltiples inscripciones en los muros. Después de meses de negociación, llegaron a un acuerdo y sustituyeron la portada original por otra completamente blanca con tan solo el nombre del álbum impreso con letras doradas, lo que al principio generó críticas al compararlo con la portada minimalista de The White Album de The Beatles, lanzado por esas fechas. En los primeros días de diciembre vio la luz Beggars Banquet, álbum fuertemente aclamado por la crítica musical y con el que se iniciaría una serie de cuatro álbumes de estudio que habitualmente se consideran como la «cima de la obra de los Stones». De igual forma tuvo una considerable repercusión comercial al establecerse en el puesto tres de ventas en Gran Bretaña y en el puesto cinco en el listado de los más vendidos de Billboard en los Estados Unidos. Con Beggars Banquet la banda regresó a sus raíces musicales: el trabajo era esencialmente una selección de temas de rock, blues y R&B, donde también se incluyeron contadas canciones con apreciable influencia de la música country. Pese a la gran reacción de crítica y público, el álbum no estuvo exento de polémica. Una de las primeras reacciones negativas hacia el LP fue la inclusión de «Sympathy for the Devil», una canción con tintes tribales en cuya letra se expone al Diablo como un miembro más de la humanidad, y se hace referencia a los pasajes más violentos de la historia, como la Segunda Guerra Mundial o el asesinato de la familia Romanov. La mención del Diablo en la letra provocó miedo y repudio en diversos sectores religiosos, acusándolos de adoradores de Satanás y calificándolos de una mala influencia para la juventud. El sencillo «Street Fighting Man» también generó molestar en las autoridades. Solo alcanzó lugares discretos entre los sencillos más populares en los EE. UU. porque fue impedida su reproducción radiofónica y poco después también su venta debido a la portada del corte, una fotografía de unos agentes de la policía golpeando a manifestantes, y al político contenido de la letra, que las autoridades estadounidenses consideraron «desestabilizadora» en vísperas de la Convención Nacional Demócrata de 1968.
Entre el 11 y el 12 de diciembre grabaron en el recinto Roundhouse de Londres el especial de televisión The Rolling Stones Rock and Roll Circus, aunque nunca se emitió como tal. Se emitió en cines hasta 1996, después de estar casi 30 años guardado en un granero de Inglaterra. Creado por idea de Mick Jagger y Keith Richards, el programa se produjo como un espectáculo circense que tuvo atracciones de artistas de circo además de contar con las actuaciones de algunos artistas famosos de ese tiempo: Jethro Tull, The Who, John Lennon, Yōko Ono, Eric Clapton, Taj Mahal, Marianne Faithfull y los propios Stones. De entre estas actuaciones, sobresalió la interpretación de «Yer Blues» por parte del supergrupo The Dirty Mac, integrado por Lennon y Clapton en las guitarras, Keith Richards en el bajo y Mitch Mitchell en la batería.
Para la realización del álbum Brian Jones había contribuido esporádicamente, aunque Mick Jagger llegó a decir de su compañero que: «No está psicológicamente apto para este tipo de vida». Con el paso del tiempo, sus problemas de adicción se agravaban y la confianza de la banda en él disminuía. Su abuso de las drogas se había convertido en un obstáculo para conseguir su visa estadounidense. El 8 de junio de 1969 Jagger, Richards y Watts se reunieron en la casa de campo de Jones, Cotchford Farm, en el pueblo de Hartfield, Sussex; «Admitió que no podría seguir» y al final de la reunión, los tres acordaron despedirlo. Tras un arreglo monetario dejó The Rolling Stones el 10 de junio, difundiendo ese mismo día un comunicado de prensa:

Ya no nos comunicamos musicalmente. La música de los Stones no es de mi gusto. Quiero hacer mi propia música antes que tocar la de los otros. La única solución es que tomemos caminos separados, aunque sigamos siendo amigos.

Tres días más tarde fue presentado el joven guitarrista Mick Taylor como nuevo miembro de la banda, quien había sido integrante de John Mayall & the Bluesbreakers. Jones se retiró a su casa de campo y planeó su retorno al mundo de la música con una banda de blues local. Sin embargo, el 3 de julio de 1969, a un mes de su salida y dos días antes de que la banda diera un concierto en Hyde Park, fue hallado muerto en el fondo de su piscina. Janet Lawson, su enfermera, declaró:

Sobre las 10:30 de la noche Brian quiso darse un baño en la piscina. Había estado bebiendo y andaba un poco tambaleante. No estaba en condiciones de nadar, pero no me hizo caso.

Las noticias publicaron en su momento que el músico murió a causa de un ataque de asma, enfermedad que sufría desde hacía tiempo, y que se le presentó mientras se encontraba nadando, aunque esta versión todavía es muy discutida. A pesar de la muerte repentina de Jones, no se canceló el concierto, durante el que Jagger recitó Adonaïs de Percy Shelley y se lanzaron cientos de mariposas a manera de homenaje. El concierto, presentación de Taylor como nuevo guitarrista, fue grabado por Granada Televisión para ser mostrado más adelante como Stones in the Park en la televisión británica.

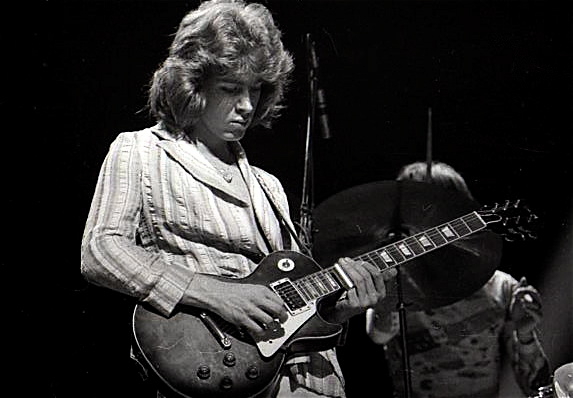
El guitarrista Mick Taylor es, en parte, el responsable del nuevo sonido de la banda a principios de 1970. Llegó procedente de los John Mayall's Bluesbreakers y fue miembro de The Rolling Stones hasta 1974, año en que renuncia a la banda. Es reemplazado por Ronnie Wood en 1976.

El 4 de julio lanzaron «Honky Tonk Women», acompañado por «You Can't Always Get What You Want» en la cara B, que se disparó rápidamente a la cima de las listas de éxitos en todo el mundo durante semanas, consiguiendo otro éxito mundial. Este fue seguido por el disco Let It Bleed, lanzado el 28 de noviembre, que incluye tanto la participación de su difunto miembro Brian Jones como la de su nuevo guitarrista Mick Taylor, con dos temas cada uno. La producción fue muy aclamada por la crítica («su gran obra maestra», en palabras del crítico de música Stephen Davis) y alcanzó el número tres en las listas estadounidenses y el número uno en las británicas, permaneciendo 19 y 29 semanas entre los discos más vendidos, respectivamente. El material incluía como primera pista «Gimme Shelter», una de sus composiciones más reconocidas, inspirada en la guerra de Vietnam y descrita por el mismo Jagger como «una canción apocalíptica». Ese mes iniciaron una gira por los Estados Unidos, en la que se autoproclamaron «La banda de rock and roll más grande del mundo», mote acreditado a su mánager de giras Sam Cutler. La gira concluyó de forma trágica con la muerte de cuatro fanáticos, tres de manera accidental, en el recital gratuito de Altamont. El espectáculo terminó cuando un joven afrodescendiente se lanzó hacia el escenario con una pistola en la mano e inmediatamente fue interceptado por los Hells Angels, encargados de la seguridad del concierto, y apuñalado en medio de la confusión y la trifulca mientras el grupo interpretaba «Under My Thumb». Este hecho quedó grabado en el documental de Albert y David Maysles, Gimme Shelter.
La banda se fortaleció con la llegada de Taylor. A pesar de la tragedia de Altamont, la gira fue un gran éxito y derivó en la aparición del álbum en directo Get Yer Ya-Ya's Out! The Rolling Stones in Concert en 1970, registrado durante las presentaciones en el Madison Square Garden de la ciudad de Nueva York. Este disco en vivo, al igual que sus dos álbumes de estudio anteriores, les ganó numerosos elogios por parte de la crítica. Lester Bangs lo calificó como «El mejor concierto que se haya puesto en un disco». Con el fin del año, los Stones también concluían su relación contractual con la Decca Records, y a pesar de que con «Get Yer Ya-Ya's Out!» y «Honky Tonk Women» habían cumplido con sus cuotas de álbumes y sencillos para este sello, se les exigió entregar nuevo material musical. Para disolver su unión le entregaron a la discográfica «Cocksucker Blues», una canción que la compañía consideró no apta para ser incluida en algún disco o para ser lanzada como sencillo, calificándola de «grotesca». La composición relata la vida de un adolescente que llega a Londres en busca de fortuna y al final tiene que prostituirse para sobrevivir. No obstante, Allen Klein, su representante legal y financiero, se negó a dejarlos marchar. Después de una larga disputa, Klein se quedó con los derechos de todas sus canciones grabadas durante su contrato con Decca en los años 60 mientras que ellos continuaron como grupo independiente. Posteriormente, se dispusieron a fundar su propio sello, llamado Rolling Stones Records y decidieron encaminarse a la realización de nuevo material de estudio.

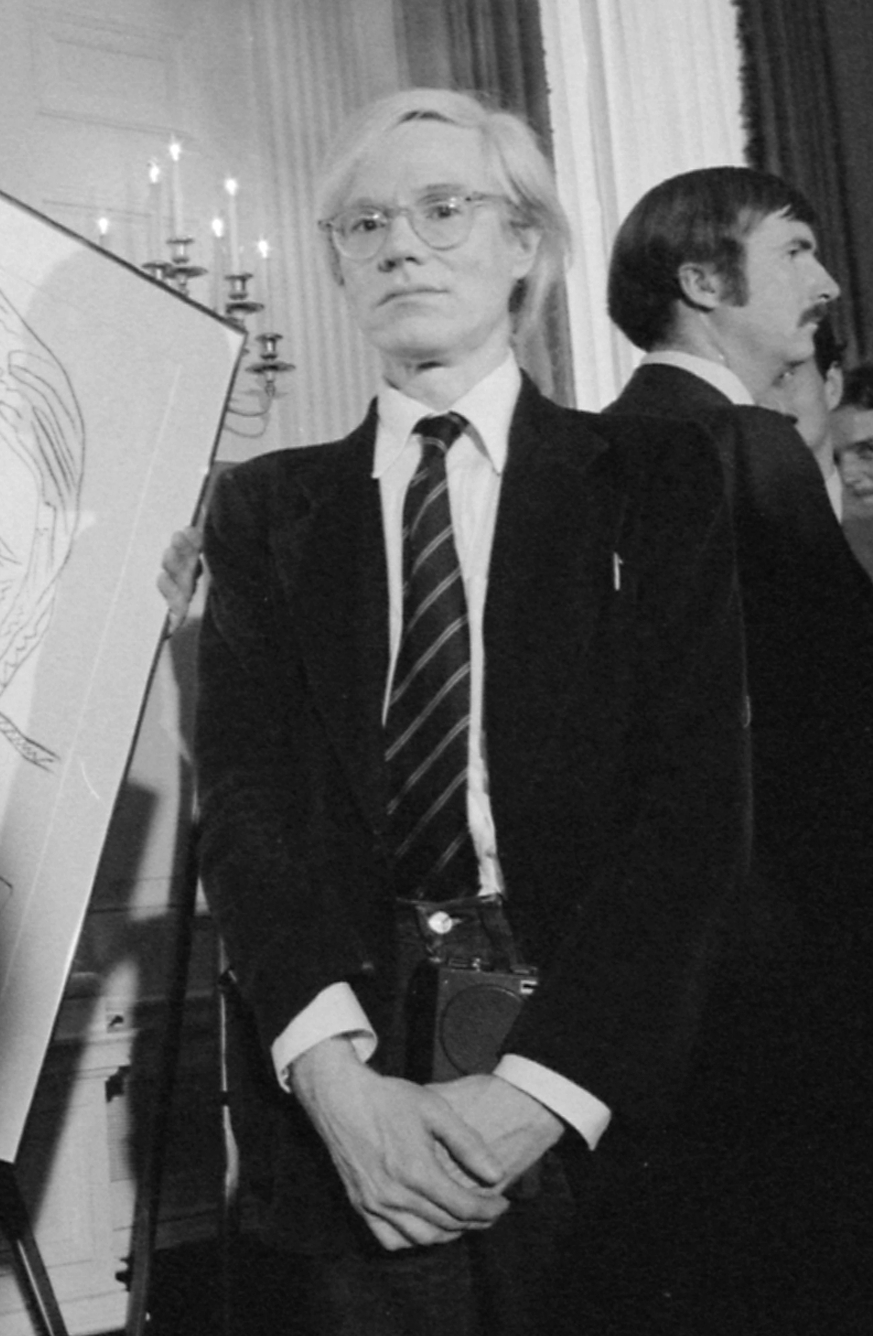
El artista estadounidense Andy Warhol diseñó la provocativa portada de Sticky Fingers a petición de Mick Jagger, que lo conocía desde 1963, cuando la banda aún no era reconocida en Estados Unidos.

A inicios de 1970, la banda se metió en el estudio de grabación para trabajar en la producción de su nuevo álbum de estudio. Lo terminaron a finales del verano y decidieron emprender una gira por Europa en la que visitaron Suecia, Finlandia, Dinamarca, Alemania, Francia, Austria, Italia y los Países Bajos. Mientras tanto, Mick Jagger probó suerte en el cine como actor en los filmes Performance de Nicolas Roeg, a pesar de ser grabado en 1968, y Ned Kelly de Tony Richardson. En septiembre, Jagger conoce a la modelo nicaragüense Bianca Pérez-Mora Macías en una fiesta después de una presentación del grupo, impresionándole tanto que se casaron poco después en una ceremonia católica el 12 de mayo de 1971 en Saint-Tropez, Francia. Mientras Jagger empezaba una vida llena de lujos debido a su reciente matrimonio con la modelo latina, Richards prefería frecuentar otros círculos sociales, por lo que entabló amistad con el pionero de country-rock Gram Parsons. Este cambio en sus estilos de vida supuso un distanciamiento en la relación entre el vocalista y el guitarrista del grupo.
El 23 de abril de 1971 editan Sticky Fingers, primer álbum bajo su propio sello, una subsidiaria de Atlantic Records. El 7 de mayo hace su estreno mundial el sencillo «Brown Sugar», nuevo corte del grupo que contó con «Bitch» y «Let It Rock», original de Chuck Berry, como cara B para Norteamérica y Reino Unido respectivamente. El corte llegó al tope de las listas de popularidad en ambos países por dos semanas consecutivas. El disco suscitó muy buenas críticas (al igual que su antecesor), destacando sus arreglos, su ambiente desconcertante y el trasfondo obscuro de las letras, que hacían referencia al uso y abuso de drogas, la esclavitud y las relaciones interraciales. La portada fue diseñada por el líder del movimiento pop art Andy Warhol, enfocándose en un pene marcado hacia la derecha en unos pantalones vaqueros y en la cremallera que los abría. El material incluía también por primera vez el logotipo de la discográfica (se encontraba en la funda interior del disco), que reproduce una boca roja que sacaba la lengua, que se convirtió en el símbolo de la banda, incluyéndose en muchos objetos de merchandising de los Stones a partir de entonces. Fue diseñado por John Pasche (aunque atribuido erróneamente durante años a Warhol) mientras estudiaba diseño gráfico en el Royal College of Art. Este fue creado a petición de Jagger, inspirado en un calendario hindú que mostraba a la diosa Kali sin cuerpo. El diseño fue censurado en España por el régimen del general Franco y fue sustituido por la imagen de unos dedos saliendo en una lata de melaza. Así mismo, el tema «Sister Morphine» fue sustituido por «Let It Rock». Mick Taylor colaboró en varias canciones con Jagger, parcialmente debido a los devaneos excesivos con las drogas y a la cada vez mayor falta de fiabilidad que Richards le mostraba a Jagger. Sin embargo, todas las canciones fueron atribuidas como de costumbre a «Jagger/Richards», lo que frustró a Taylor y contribuyó posteriormente a su salida.
Una breve gira inglesa de dos semanas en marzo marcó su despedida como residentes británicos y el comienzo de un exilio impositivo que duraría años. En la segunda mitad de diciembre, Allen Klein editó el compilatorio Hot Rocks 1964-1971, bajo su propio sello discográfico ABKCO Records. El recopilatorio reunió los éxitos de la banda durante los años 60 en un formato de doble LP. Hasta la fecha, ha obtenido doce discos de platino (téngase en cuenta que es un disco doble y en Estados Unidos se certifica por cada disco distribuido, por lo que en realidad son seis millones de unidades), y en 2002 recibió el Diamond Award por parte de la Asociación de la Industria Discográfica de Estados Unidos como reconocimiento a más de 10 millones de copias vendidas. Al ser Klein el dueño legal de estas canciones, los Stones no recibieron los derechos correspondientes.
Las constantes presiones por parte del fisco británico, hicieron al grupo tomar la decisión de marcharse de su país y realizar un «exilio financiero» por consejo de su asesor financiero Rupert Lowenstein, un amigo 'socialyte' de Jagger descendiente de la familia Rothschild, con el objeto de evitar la bancarrota causada por los altos índices de impuestos (90% de sus ingresos) del gobierno laborista del primer ministro británico Harold Wilson (1964-1970). Finalmente decidieron irse a vivir al sur de Francia y una vez allí, Richards alquiló un château —para él, Anita Pallenberg y el hijo de ambos— llamado Villa Nellcôte que fue usado como cuartel nazi durante la Segunda Guerra Mundial. Al no encontrar un lugar idóneo para grabar, decidieron comenzar las sesiones en el sótano del château, usando su estudio móvil que fue alimentado con la electricidad de las vías ferroviarias aledañas.
Las grabaciones se iniciaron a mediados de julio de 1971 y fueron en su mayoría problemáticas y condicionadas por la adicción de Richards a la heroína. Durante la gran parte de las sesiones, la banda estaba incompleta: Jagger solía escaparse frecuentemente para visitar a su mujer embarazada (que residía en París), Richards se encontraba casi todo el tiempo en condiciones «no adecuadas» y Bill Wyman prefería no asistir porque le incomodaba el ambiente en la casa (solo colaboró en ocho canciones del disco). Tras soportar el acecho constante de la policía (se sospechaban nexos de los británicos con el narcotráfico), optaron por trasladarse a Los Ángeles, California, donde acabaron el disco a finales de marzo de 1972. En abril se comenzó a escuchar el sencillo «Tumbling Dice», que ocuparía los puestos #7 y #5 en las listas de Estados Unidos y Reino Unido respectivamente. Sirvió de preámbulo al primer doble LP de la banda Exile on Main St., que invadió las tiendas el 12 de mayo de 1972. Aunque tuvo una buena acogida por el público (debutó en el primer lugar entre los álbumes más vendidos), la crítica especializada de la época lo recibió fríamente, argumentando una «mala producción, falta de organización (debido a las condiciones en las que se grabó) y autoindulgencia». No obstante, la prensa de años posteriores lo ha revalorizado tan favorablemente, que en la actualidad muchos lo consideran como la obra maestra de The Rolling Stones y uno de los discos más importantes de la música contemporánea.

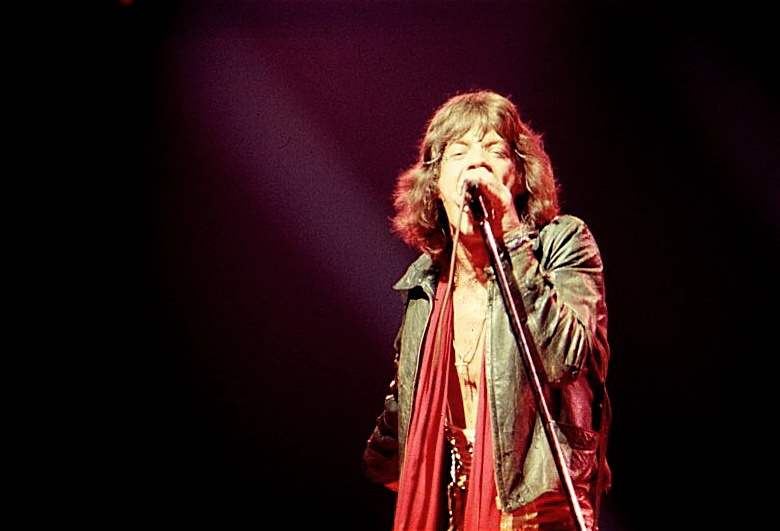
Mick Jagger durante un concierto en Nueva York, parte de la gira S.T.P. Tour de 1972.

Está compuesto en su mayoría por canciones descartadas, y se caracteriza por sus melodías rústicas con una pobre producción, sostenidas por su clásico rock & roll, mezclado con sonidos enraizados en la música tradicional estadounidense blues, soul, country y gospel). Los especialistas destacaron su atmósfera densa y oscura, y los riffs y solos de Taylor y Richards. Capitalizando su éxito, decidieron emprender a mediados del año una gira por Norteamérica y Canadá bajo el nombre de S.T.P. Tour (iniciales de Stones Touring Party, aunque oficialmente llamado North American Tour 1972). Duró cerca de un mes, durante el cual lanzaron «Happy», que llegó al puesto 22 en las listas estadounidenses, y estuvo rodeada de gran polémica por su comportamiento desenfrenado y los múltiples incidentes que ocurrían en sus presentaciones, que derivaban en múltiples detenciones. De esta travesía salió el documental Cocksucker Blues, dirigido por el fotógrafo Robert Frank, el mismo que se había encargado de la portada del álbum. La película nunca se estrenó oficialmente debido a que fue prohibida por los tribunales británicos por considerarla «muy obscena», pero el cinematógrafo consiguió los derechos para mostrarla en pantalla una vez al año. Después de una investigación de varios meses, el 2 de diciembre la banda compareció ante un tribunal de Niza para enfrentarse a la acusación de posesión y consumo de drogas. En días posteriores, Richards y su mujer Anita fueron arrestados bajo la acusación de posesión de heroína, pero fueron liberados más tarde.

### 1973-1977: Estancamiento musical

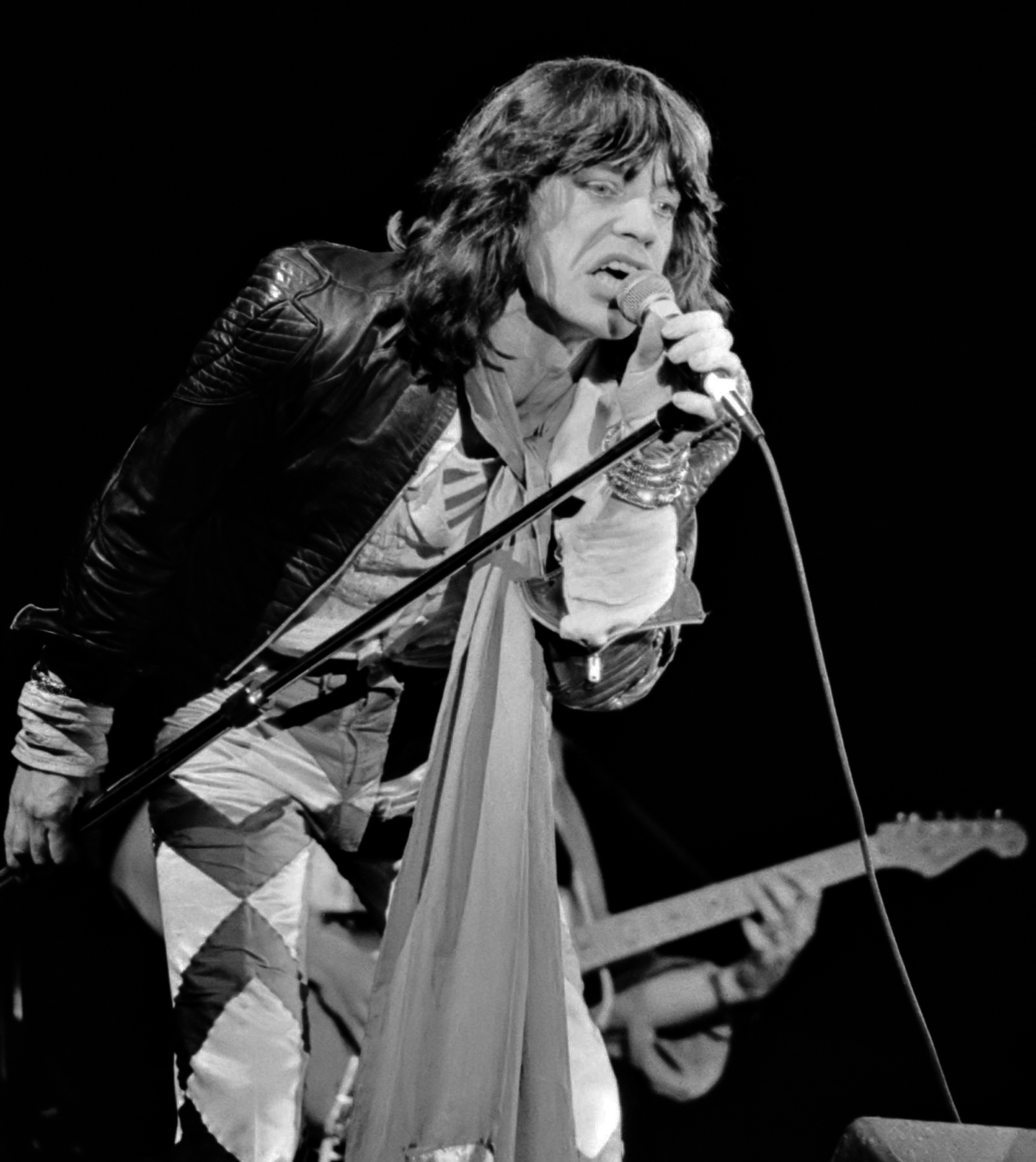
Mick Jagger (1976)

A inicios de 1973 realizan una serie de conciertos (pequeña gira denominada Pacific Tour 1973) por Australia, Nueva Zelanda, Japón y Hawái. Tuvieron dificultades para entrar en Oceanía (aunque sí pudieron realizar todas las presentaciones previstas), debido a sus antecedentes delictivos y a la mala fama que les dio el S.T.P. Tour. En cambio, fue prohibido su concierto en Japón, a pesar de estar vendidas todas las entradas. Después de una secuencia de discos aclamados por la crítica y con buena aceptación del público, entraron en una etapa de decadencia creativa, propiciada por sus propios excesos: Keith Richards y su adicción a las drogas; y Mick Jagger y su preocupación por destacar en la farándula. A finales de agosto «Angie» comienza a trepar a la cima de las listas de popularidad. Esta canción, inspirada en Anita Pallenberg, los situó de nuevo en los primeros lugares de las listas en toda América, Europa y Asia, dándoles otro éxito a nivel internacional. El 31 de agosto de 1973 ponen a la venta Goats Head Soup, que fue el resultado de unas tormentosas sesiones de grabación en la isla de Jamaica a mediados de ese año. El álbum, impulsado por el éxito de sus sencillos «Angie» y posteriormente de «Doo Doo Doo Doo Doo (Heartbreaker)», trepó hasta el primer lugar en Norteamérica y Gran Bretaña. Fue acompañado de una subsecuente gira promocional por Europa, que se inició en septiembre en Viena, Austria y acabó en Berlín, Alemania a finales del siguiente mes.
Después de la conclusión de su gira por tierras europeas, el grupo se metió de lleno en la grabación de su siguiente álbum. Para ello, se trasladaron a mediados de noviembre a los estudios Musicland en Múnich, Alemania. La producción corrió a cargo de Jagger y de Richards (bajo el seudónimo de «The Glimmer Twins»), aunque fue en Jagger en quien recayó la dirección creativa del material, debido al estado físico de Richards, y ante los problemas de drogadicción de su productor Jimmy Miller. Su nuevo trabajo denominado It's Only Rock'n'Roll fue lanzado el 18 de octubre de 1974 acompañado de «Ain't Too Proud to Beg». El álbum contó con la participación del guitarrista de Faces Ronnie Wood en el tema que le da nombre al disco. Esta canción, «It's Only Rock 'N Roll (but I Like It)», había salido como sencillo unos meses antes de la aparición del álbum, escalando hasta el puesto 16 en Estados Unidos y al 10 de Reino Unido.
A pesar del éxito comercial de la banda, Mick Taylor se sentía frustrado e insatisfecho profesionalmente por los constantes roces con Richards y la falta de créditos en las canciones, pese a que ayudó a Jagger con la composición y grabación de las canciones del disco anterior. Cerca del final de este año, se mostraba impaciente por la falta de giras (dado que no salían desde octubre del año anterior) y por el estancamiento de la banda. Tras todo esto el 12 de diciembre de 1974 anunció que abandonaba a The Rolling Stones:

Veía que el grupo no iba a ninguna parte, no habíamos salido de gira y estaba aburrido, además tenía mis problemas personales. Una de las cosas que más me molestaba era que los Stones estaban invariablemente rodeados de una cohorte que les decían lo grandiosos que eran. Las drogas no eran el problema, no es un secreto que Keith Richards era un adicto a la heroína y yo me estaba convirtiendo en uno también, pero mis problemas se hicieron peores después.

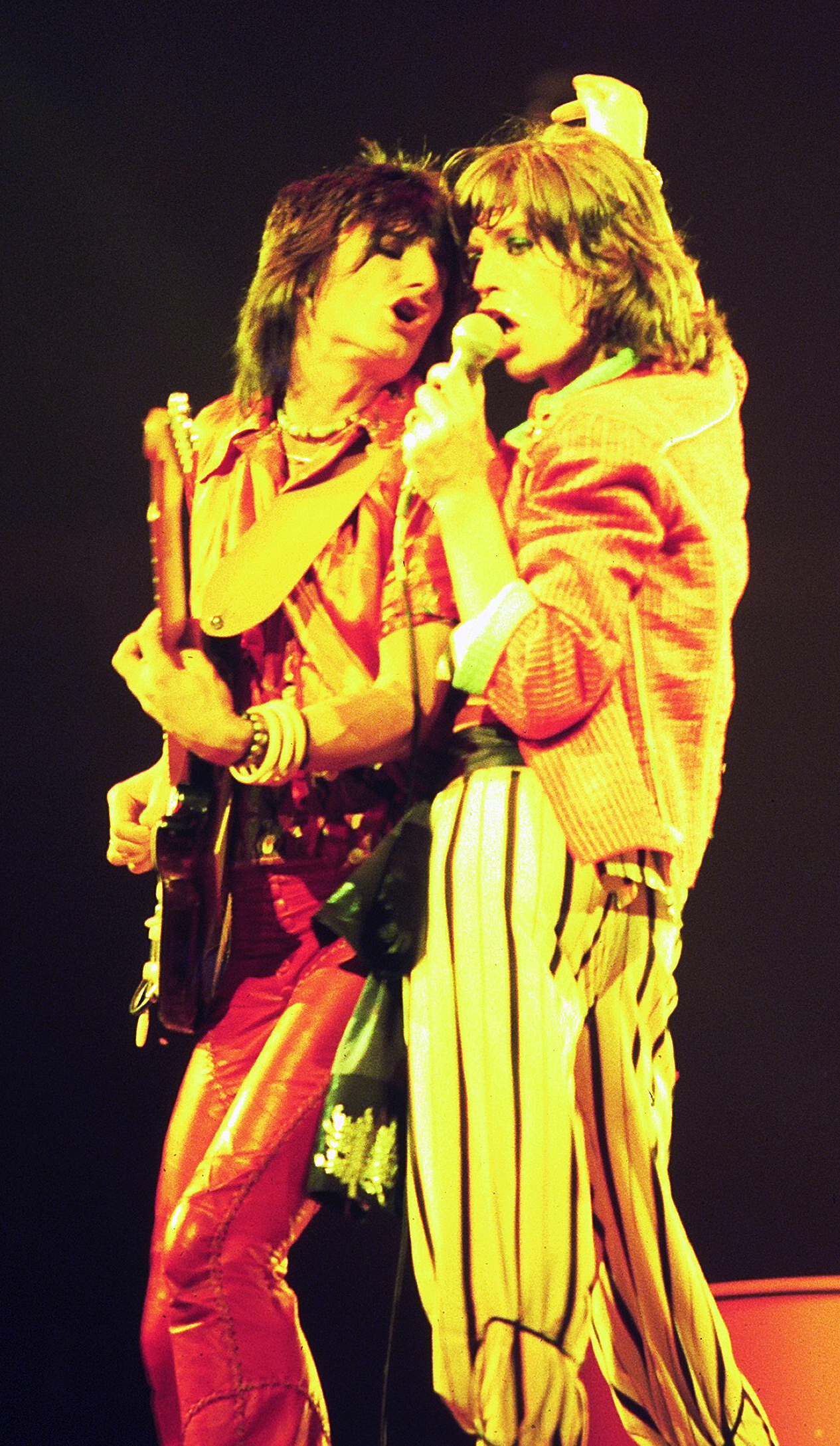
Ronnie Wood y Mick Jagger durante un concierto en Chicago, parte de la gira Tour of the Americas de 1975.

El grupo, y en especial Mick Jagger, no recibió bien la noticia: estaban a punto de iniciar la grabación de un nuevo álbum. Tiempo después, la oficina de prensa del grupo emitió un boletín informando que la ruptura con el ahora exguitarrista había transcurrido en «buenos términos».
Después de la partida de Taylor, se tomaron su tiempo en pensar quién sería su sustituto. El candidato natural era Wood, pero no querían que abandonara Faces (su grupo en ese momento) y él también se negaba a dejarlos. Entre diciembre de 1974 y principios de 1975 se dedicaron a grabar su nueva producción en Múnich. Durante el transcurso de las sesiones hicieron pruebas de audición a distintos guitarristas, entre los que se encontraban Harvey Mandel, Wayne Perkins, Peter Frampton, Chris Spedding, Mick Ronson, Rory Gallagher, Shuggie Otis y Jeff Beck. Mendel y Perkins fueron rechazados al ver que su estilo era similar al de Taylor, Frampton declinó la oferta y Beck se retiró de las grabaciones. Wood también fue invitado y le pidieron que se uniera a ellos para su gira por Norteamérica, lo que aceptó. El primero de mayo de 1975 convocaron una conferencia de prensa en Manhattan para anunciar el inicio de su nueva gira, pero la banda tenía preparada una sorpresa: apareció tocando «Brown Sugar» en la parte trasera de un camión descapotable a lo largo de la Quinta Avenida. El Tour of the Americas comenzó el 3 de junio en Luisiana. Tenían planificado presentarse en México, Brasil y Venezuela, pero este recorrido se canceló en el último momento debido a problemas de cambio monetario y de seguridad. Es por ello que le añadieron cuatro fechas más a los Estados Unidos, concluyendo así la gira en agosto. Con las grabaciones aún sin completar y con la gira en curso editaron Made in the Shade, compilatorio que contenía temas de sus últimos cuatro discos. A su vez, la ABKCO de Allen Klein lanzó Metamorphosis, un disco con descartes y temas alternativos de sus canciones más conocidas de la pasada década. Al anunciar Faces su desintegración en diciembre de 1975, Ronnie Wood pasó a formar parte de la agrupación, aunque no fue presentado oficialmente a la prensa hasta febrero de 1976.

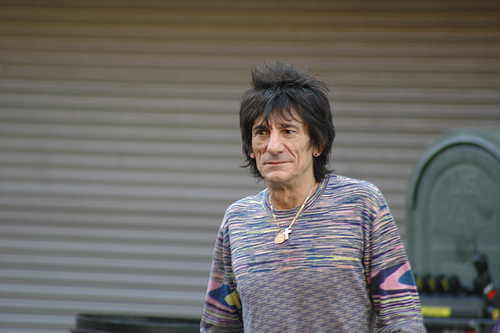
Ronnie Wood se integró a la banda en 1976. Participó con ellos anteriormente en la canción «It's Only Rock 'N Roll (but I Like It)».

El 23 de abril de 1976 sacaron a la venta Black and Blue, su primer trabajo con Wood en la banda. En este disco también colaboraron el pianista Billy Preston y los guitarristas Wayne Perkins y Harvey Mandel, que en su momento hicieron pruebas de audición para reemplazar a Mick Taylor. El material fue promocionado por medio de un cartel en el cual aparecía la modelo Anita Russell golpeada y sometida, acompañada de la frase Estoy negra y azul —Black and Blue es una forma popular de referirse a los moratones— por culpa de los Rolling Stones, ¡pero me encanta!. El acto desató protestas por parte de los grupos feministas y Billboard retiró la publicidad. Sin embargo, esto no impidió que el sencillo «Fool To Cry» se colocara en el top-10 de los Estados Unidos y la banda recibiera su primer disco de platino por parte de la RIAA. La propaganda violenta contrastó con el contenido del álbum, un disco con temas bailables y con fuertes influencias en la música negra, específicamente reggae, funk y jazz. Su más nueva colección de canciones polarizó a los especialistas, mientras el crítico Lester Bangs lo calificó como «el último álbum de los Stones que importe», el crítico Bud Scoppa le describió como «cuarenta y un minutos de superestricto, absolutamente seco, rock y soul de excelente calidad». Poco después se embarcaron en una gira que incluyó presentaciones en Alemania, Bélgica, Escocia, Inglaterra, Países Bajos, Francia, España, Yugoslavia, Suiza y Austria. En medio de la gira muere el tercer hijo de Keith Richards por problemas respiratorios, pasados poco menos de tres meses desde su nacimiento.

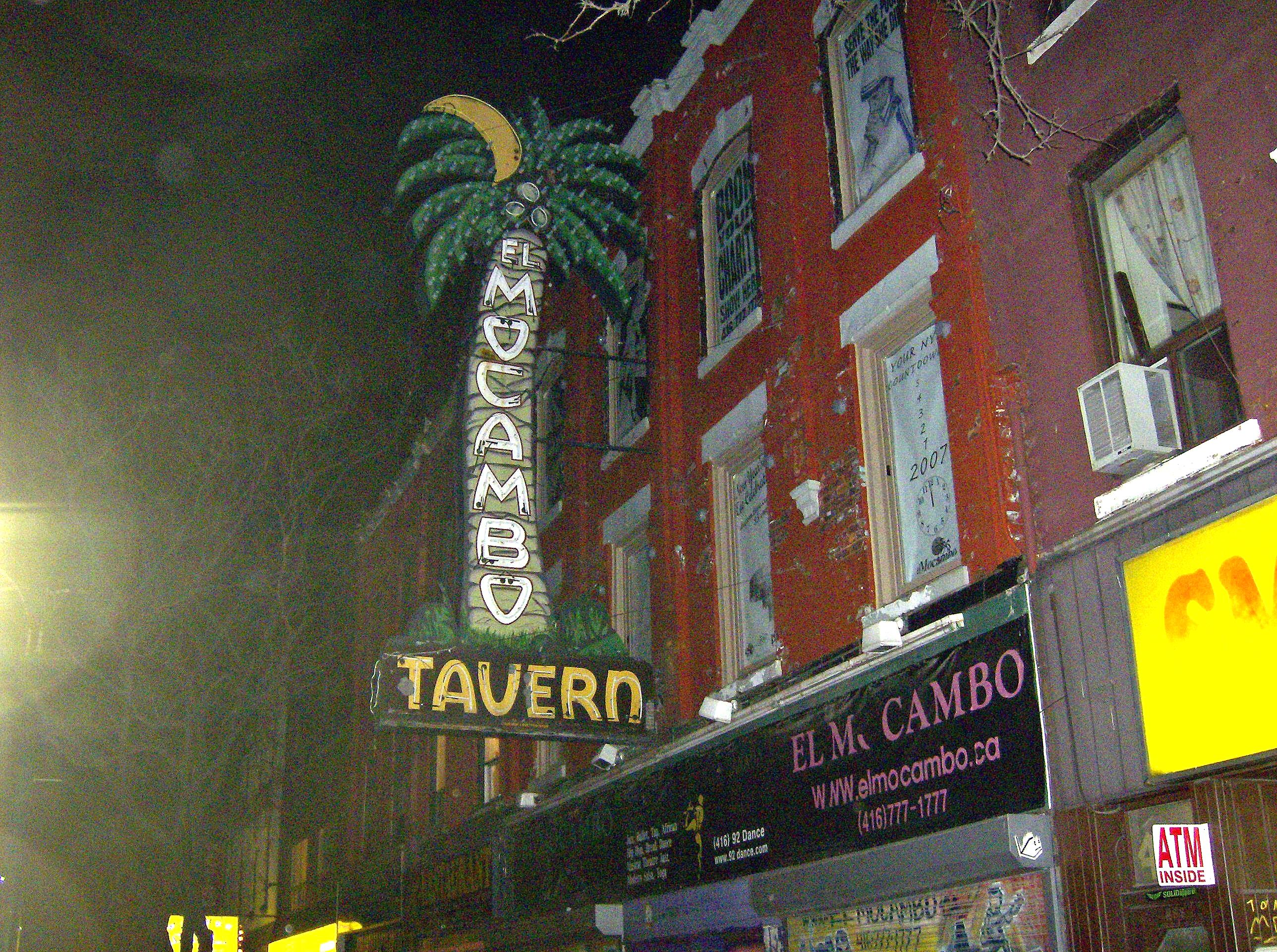
El club nocturno El Mocambo, donde se grabó una parte del álbum en vivo Love You Live.

Para 1977 Jagger tenía planeada la grabación de un álbum en vivo, por lo que la banda se trasladó a Toronto, Canadá, pero Richards retrasó su llegada a tierras canadienses. En febrero, Richards y su familia volaban a Canadá en la aerolínea BOAC y fueron detenidos en la aduana después de que se le encontrara droga entre sus pertenencias, lo que movilizó a la Real Policía montada de Canadá. El 27 de febrero la policía llegó con una orden de arresto para Anita Pallenberg y Keith Richards al descubrir "22 gramos de heroína" en su habitación. El guitarrista fue acusado de importación de estupefacientes, lo que podría costarle un mínimo de siete años de cárcel, aunque al final el fiscal de la Corona reconoció que la droga fue adquirida después de su llegada al país, por lo que salió bajo fianza. Después de este incidente el grupo se presentó en el club El Mocambo los días 3 y 5 de marzo, en unas sesiones que causaron gran controversia cuando Margaret Trudeau, esposa del primer ministro canadiense Pierre Trudeau, fue vista en la fiesta con la banda, por lo que la prensa comenzó a especular con un romance entre ella y Ronnie Wood, cosa que ella negó. Para ocultar del público estas presentaciones, el club fue reservado por toda esa semana por el grupo April Wine, que aprovechó el lugar para grabar su disco Live at the El Mocambo, siendo teloneros de los Stones. En septiembre editaron Love You Live con temas en vivo extraídos de sus giras por Estados Unidos en 1975 y por Europa en 1976, además de cuatro temas grabados en El Mocambo.
El escándalo por posesión de drogas de Richards se prolongó por más de un año hasta que al artista se le suspendió la sentencia y se le ordenó que diera dos conciertos gratuitos para la CNIB (un instituto de asistencia para las personas invidentes) en Oshawa, Ontario. Esto desencadenó la creación de uno de sus primeros proyectos musicales fuera de la banda (proyectos que serían más comunes en Jagger durante la década de los 1980). Él y Wood formaron una nueva banda, The New Barbarians, para tocar en los shows del 22 de abril de 1979. Esto le motivó a poner fin a su adicción a las drogas, lo que a la larga consiguió. Esta etapa coincide con el final de su relación con la modelo Anita Pallenberg. Aunque Richards se encontraba envuelto en problemas personales y legales, Jagger continuaba con su opulento estilo de vida, mientras era visto regularmente en los clubes Studio 54 y 21 Club en compañía de la modelo Jerry Hall. Esta situación influyó en su separación de Bianca Jagger.

### 1978-1982: Segundo aire
Hacia finales de la década de los 70 comenzaron a recibir críticas por la calidad de sus trabajos debido a que no alcanzaron la aceptación que tuvieron sus producciones de principios de la década. Estaban considerados como una banda «obsoleta» en pleno auge de la música punk. En medio de las críticas pusieron en circulación su siguiente larga duración, Some Girls, el 9 de junio de 1978, trepando directamente hasta la cima de las carteleras mundiales y se convirtió hasta la fecha en su álbum más vendido en Estados Unidos y el resto del mundo al rebasar los 10 millones de unidades. Inspirado en la música punk y disco, esta grabación contenía canciones rápidas con letras cínicas y fuerte crítica social, aunque también se apreciaban su habitual dosis de misoginia y racismo, que desencadenó fuertes enfrentamientos con diversos sectores de color en Norteamérica. Registrado entre octubre de 1977 y marzo de 1978 en los estudios Pathé Marconi de París, del álbum se extrajeron los sencillos «Miss You», «Beast of Burden», «Respectable» (en Reino Unido) y «Shattered» (en Estados Unidos), que figuraron entre las 40 principales de las radios británicas y estadounidenses. No obstante «Miss You», un tema funk/blues escrito por Jagger para la modelo Jerry Hall que acabó sonando como una canción disco, se consagró como el máximo éxito de la producción al ser el único sencillo, y hasta la fecha el último de su carrera, en colocarse en la cima del Billboard y desbancar del primer puesto a «Shadow Dancing» de Andy Gibb. Las reseñas de la crítica especializada fueron notablemente favorables. Destacaron sus composiciones ágiles, sencillas y con buen manejo de guitarras, y su intención de acoplarse a los nuevos géneros de moda, el disco y el punk. El crítico Robert Christgau lo etiquetó como «su mejor álbum desde Exile on Main St.». A mediados del año emprenden una gira por América, que incluyó una presentación en el programa de televisión Saturday Night Live, donde Jagger lamió los labios de Wood frente a la audiencia. A finales de agosto regresaron a los estudios de la RCA en Los Ángeles para grabar algunas maquetas para su siguiente álbum.
Pasaron gran parte del siguiente año grabando su nuevo disco, para lo que se trasladaron a Nasáu, Bahamas a finales de enero de 1979. Después regresaron a París en junio y acabaron en la ciudad de Nueva York para finales del año. La producción de The Glimmer Twins estuvo plagada de inconvenientes y fricciones entre los compositores. Las grabaciones sufrieron interrupciones por los conciertos de The New Barbarians. Estos debutaron el 22 de abril de 1979 en un concierto gratuito a beneficio de la CNIB, con motivo de sanción impuesta a Richards por la justicia canadiense por sus problemas con el tráfico de drogas. La formación estaba integrada por los guitarristas Ronnie Wood, Keith Richards e Ian McLagan, el bajista Stanley Clarke, el saxofonista Bobby Keys (que también trabajaba regularmente con los Rolling) y el baterista Joseph Modeliste. Posteriormente hicieron una gira por toda América entre abril y mayo, y sirvieron de teloneros a Led Zeppelin en el Festival de Knebworth realizado en agosto.
Entrando en una nueva década, publican el 20 de junio de 1980 Emotional Rescue. El mismo día del lanzamiento salió como sencillo «Emotional Rescue», que se instaló rápidamente entre las más escuchadas de las radios. Alcanzó la posición número 3 en el Hot 100 de Billboard. El álbum fue bien recibido por el público y debutó entre los primeros lugares de las listas, entrando en el número ocho del Hot 200 de Billboard, pasando en la siguiente semana al uno, lugar en donde permaneció durante siete semanas, al igual que en Reino Unido, donde fue su primer número uno desde Goats Head Soup en 1973. Desde la salida de Sticky Fingers, todos sus álbumes habían llegado al número uno en Estados Unidos. A pesar de ello, el nuevo álbum fue mal recibido por la crítica musical, calificándolo de «mediocre» e «inconsistente». Con la salida de «She's So Cold» el 19 de septiembre poniendo fin a los temas promocionales del disco. Tuvo un éxito moderado en las radios. A principios de 1981 sacan Sucking in the Seventies, su cuarto álbum compilatorio oficial (que servía de sucesor al Made in the Shade de 1975), abarcando material desde It's Only Rock'n Roll (1974) hasta Emotional Rescue (1980).
A principios de 1981 decidieron volver a grabar, pero para su sorpresa el productor Chris Kimsey optó por recopilar los descartes de sus últimos cinco discos, debido al mal periodo que pasaban Jagger y Richards. Lanzan «Start Me Up», tema reggae del Black and Blue y descartado para el Some Girls, seguido de Tattoo You el 24 de agosto. El sencillo subió rápidamente a la cima de las listas, llegando al uno en Australia, al dos en Estados Unidos, al siete en Gran Bretaña, y lideró el Hot Mainstream Rock Tracks de Billboard durante trece semanas consecutivas. Sus posteriores sencillos «Waiting on a Friend» (descarte del Goats Head Soup) y «Hang Fire» (descarte de Some Girls) entraron entre los veinte primeros de los Estados Unidos. La crítica recibió con agrado la producción, destacando en su primera parte números rock sólidos y efectivos como «Hang Fire», que contrastaban con los temas blues suaves con letras personales de la segunda mitad, como «Waiting on a Friend». Debra Rae Cohen, de Rolling Stone señaló: «parecen mezquinos y tristes». El álbum consiguió cuatro discos de platino y un disco de oro en Estados Unidos y en Gran Bretaña respectivamente.
Richards y Wood persuadieron a Jagger para realizar una gira por Norteamérica, que acabó generándoles más de 50 millones de dólares después de más de 50 presentaciones entre septiembre y diciembre. Contaron con Iggy Pop, Carlos Santana, Bobby Womack, ZZ Top, Van Halen, Heart y Prince como teloneros, y con su exguitarrista Mick Taylor, Tina Turner (cantando «Honky Tonk Women»), Lee Allen, Chuck Leavell y Sugar Blue como invitados especiales. A principios del siguiente año comenzaron una gira por Europa, primera en seis años, para conmemorar el vigésimo aniversario de su fundación. En esta ocasión fueron respaldados por Chuck Leavell, ex-pianista de Allman Brothers Band, en los teclados. Para junio, mientras comenzaban su travesía, sacan Still Life (American Concert 1981) acompañado del corte «Going to a Go-Go», grabación de su última gira en América.

### 1983-1988: Etapa de crisis
Mientras se encontraban en París con Chris Kimsey grabando su nuevo material, se estrenó en mayo de 1983 el filme Let's Spend the Night Together, un documental de Hal Ashby, grabado durante las presentaciones del grupo en el Sun Devil Stadium de la Universidad Estatal de Arizona en Tempe, Arizona y el Meadowlands Arena de East Rutherford, Nueva Jersey durante su pasada American Tour 1981. Meses antes de la salida de su álbum firman un contrato para la realización de cuatro álbumes de estudio con la CBS Records. El 7 de noviembre publican Undercover, promocionado días antes por el sencillo «Undercover of the Night». El álbum fue considerado como un intento de Jagger por conseguir un sonido compatible con las nuevas tendencias musicales, pero a pesar del entusiasmo inicial de la crítica, la producción con abundante contenido sexual y políticamente violento, fue fríamente recibido por su público. Mientras tanto Ronnie Wood atravesaba una crisis de salud debido a su adicción a las drogas. A fines del año, Jagger firma un contrato solista en paralelo con la CBS Records. Richards interpretó el gesto como una falta de compromiso con la banda.

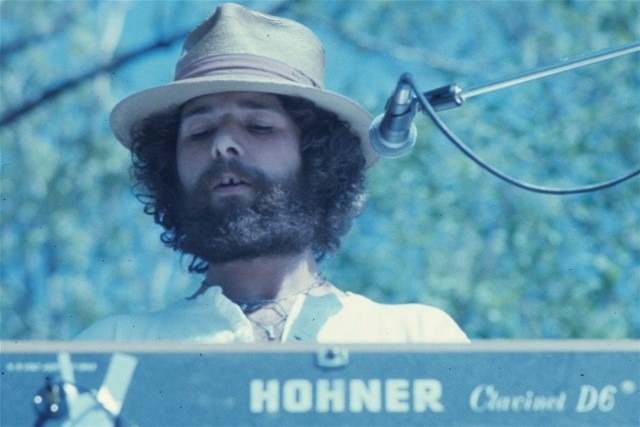
Chuck Leavell participó con la banda en su gira por Europa de 1982. Leavell se convirtió en el teclista habitual de The Rolling Stones (colaborando en álbumes y giras), a partir de la muerte de Ian Stewart.

La mayor parte de 1985 lo dedicaron a proyectos solistas, alternándolos con ocasionales grabaciones para un nuevo material. La ausencia de Mick Jagger, que promocionaba su álbum solista She's The Boss, obligó a Richards a grabar con el resto del grupo e incorporar la voz de Jagger después. Su pelea llegó a ojos del público cuando el 13 de julio Jagger hizo un número solista en el Live Aid mientras que Keith Richards y Ronnie Wood respaldaron a Bob Dylan en la parte final del concierto. El 12 de diciembre de 1985 el cofundador, teclista, road mánager y amigo de muchos años Ian Stewart muere súbitamente a los 47 años de edad de un ataque al corazón cuando acudía a una cita en la West London Clinic. De acuerdo con Richards, la muerte de Stewart dejaba a la banda sin una «fuerza moderadora» que podría ayudarlos durante su época de conflictos con Jagger.
En 1986 son galardonados, junto al guitarrista español Andrés Segovia y el clarinetista de jazz Benny Goodman, por la Academia Nacional de Artes y Ciencias Discográficas de los Estados Unidos con un premio Grammy por los logros de toda su carrera, coincidiendo con la salida de «Harlem Shuffle», original del dúo R&B Bob & Earl, como primer sencillo de Dirty Work, editado el 24 de marzo. El álbum fue producto en su mayoría del trabajo en solitario de Richards y Wood y contó con la colaboración de Tom Waits, Jimmy Page, Patti Scialfa, y Bobby Womack. El productor Steve Lillywhite le dio al disco un carácter agresivo y metálico, destacando el sonido de la batería, lo que no agradó a los críticos y le generó reseñas negativas. Jon Pareles de la Rolling Stone comentó: «Es sólido, nada espectacular. Cada lado se siente incompleto, suena como si se hubiera grabado apresuradamente». En septiembre de 1987 Jagger lanzó su segundo trabajo como solista titulado Primitive Cool, mientras Richards le siguió en octubre de 1988 con Talk is Cheap, con más favor de la crítica. Para finales de 1988, los dos compositores aclararon sus diferencias y decidieron reunirse en la isla de Barbados para ver si realizaban otro material discográfico. Según el propio guitarrista, este le dijo a su mujer: «Vuelvo en 48 horas o en quince días. Me voy a dar cuenta enseguida de si esto va a funcionar o si nos vamos a pelear como perros y gatos».

### 1989-2001: The Rolling Stones Inc., el imperio comercial
El 18 de enero de 1989 The Rolling Stones (incluyendo a Mick Taylor, Ronnie Wood, Ian Stewart y Brian Jones) fueron incorporados al Salón de la Fama del Rock and Roll, en una ceremonia a la que no asistieron ni el baterista Charlie Watts ni el bajista Bill Wyman. Durante marzo y abril de ese año permanecieron con Chris Kimsey grabando en la isla de Monserrat en sesiones diarias de más de 15 horas. A finales de agosto ponen a la venta Steel Wheels. De este se extrajeron cuatro sencillos: «Mixed Emotions», «Rock and a Hard Place», «Almost Hear You Sigh» y «Terrifying», los primeros dos en agosto y noviembre de 1989, respectivamente, y los dos últimos en 1990. «Mixed Emotions» se colocó entre las canciones más populares en las carteleras de Billboard, quinto en Hot 100 y primero en Rock Tracks, su último sencillo en alcanzar estas posiciones. Tuvo buena recepción tanto por el público, que lo llevó a ser triple platino en Norteamérica, y por los críticos, quienes indicaron que a pesar de no tener la calidad de otros trabajos anteriores, lo resaltaron como un regreso.
Con el lanzamiento del nuevo material, se presentaron en la Estación Central de Nueva York para anunciar una gira mundial, primera en siete años, a la que llamaron U.S. Steel Wheels Tour. Su primer concierto se realizó el 31 de agosto en Filadelfia, primera de las 60 fechas previstas en 32 ciudades, y contaron con Living Colour, Guns N' Roses y Sons of Bob como teloneros (solo los dos primeros se mantendrían durante toda la gira). En fechas posteriores Axl Rose, Izzy Stradlin, Eric Clapton y John Lee Hooker, se presentaron como invitados especiales. En febrero de 1990 viajan por primera vez a Japón como parte de su gira, incluyendo 10 conciertos en el Korakuen Dome de Tokio. A mediados de ese mismo año emprenden una travesía por Europa, el Urban Jungle Tour, iniciando el recorrido el 18 de mayo en Róterdam, Países Bajos y continuaron por 26 ciudades de nueve países para finalizar con un recital en el Wembley Stadium de Londres, Inglaterra, en agosto. La aventura les resultó muy lucrativa, generando 260 millones de dólares en ganancias. En abril del siguiente año publican Flashpoint, el álbum en vivo recopilatorio del Steel Wheels/Urban Jungle Tour que incluía dos temas inéditos: «Highwire» y «Sex Drive». Con su aparición terminaba su relación contractual con la CBS Records. Tras la finalización de la gira se dedicaron a trabajos solistas.

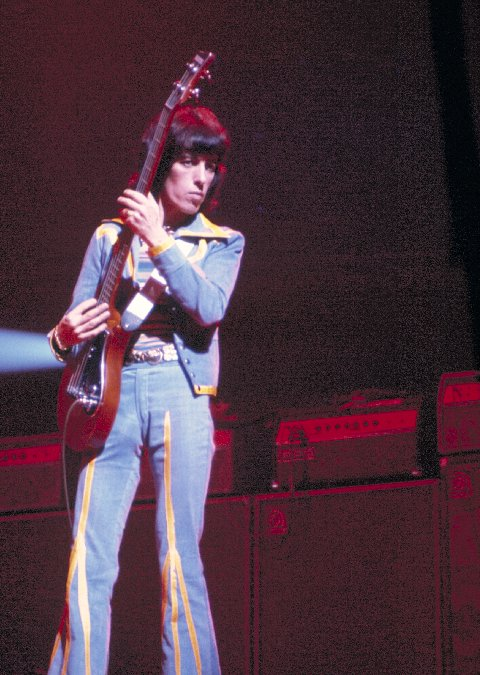
El bajista Bill Wyman abandonó al grupo en 1992. Fue miembro durante 30 años y grabó dos composiciones con The Rolling Stones: «In Another Land» y «Downtown Suzie», aunque se le acredita en su autobiografía Stone Alone la creación del riff de «Jumpin' Jack Flash», junto a Brian Jones y Charlie Watts.

En 1992 firmaron un acuerdo con la discográfica Virgin Records, que se encargaría de la distribución del material de la Rolling Stones Records y del lanzamiento de sus tres próximos álbumes de estudio. El 6 de enero de 1993, el bajista Bill Wyman anunció oficialmente su salida de la banda durante la emisión del programa de televisión inglés London Tonight: «Pienso que las dos pasadas giras son lo mejor que hemos hecho, así que me siento muy contento de retirarme». Abandonaba el grupo tras años de deliberar su decisión y tras negarse a firmar un contrato con la Virgin. La salida de materiales solistas y el retiro de Wyman crearon una cierta incertidumbre acerca de la continuidad del grupo.
La agrupación tenía pensado iniciar las grabaciones de un próximo álbum, por lo que comenzaron la búsqueda de un sustituto para el bajo. Decidieron hablar con Darryl Jones, miembro de la banda del programa televisivo The Tonight Show, que había trabajado en las giras de Miles Davis, Peter Gabriel, Sting, Madonna y Eric Clapton. Jones, que trabajó con Richards en la grabación de su álbum solista Talk Is Cheap, hizo pruebas de audición y fue escogido por el batería Charlie Watts. Mientras se encontraban en el estudio, su discográfica editó el compilatorio Jump Back: The Best of The Rolling Stones, conteniendo sus sencillos lanzados entre 1971 y 1989.
Voodoo Lounge emerge el 11 de julio de 1994, grabado entre septiembre de 1993 y abril de 1994 en las islas de Barbados y en los estudios de Ronnie Wood en Irlanda. Fue recibido con entusiasmo por el público, instalándose en el primer puesto de Gran Bretaña, Austria, Países Bajos, Suiza y Australia y en el segundo de los Estados Unidos, siendo múltiple platino en Canadá, y EE. UU., platino en Alemania y Oro en Gran Bretaña. La crítica reseñó positivamente el disco, resaltando el retorno a sus conceptos musicales, la ambigüedad de sus canciones, y el predominio de baladas. El trabajo destacó por su énfasis melódico y el protagonismo que ejerció Charlie Watts con la batería a lo largo de cada una de las canciones. El crítico Stephen Thomas Erlewine opinó: «es un disco más fuerte que su predecesor». Del álbum se extrajeron «Love Is Strong», «You Got Me Rocking», «Out of Tears» y «I Go Wild» como sencillos, de los que solo el tercero tuvo un buen lugar en el Hot 100 de Billboard, aunque «Love Is Strong» y «You Got Me Rocking» llegaron al número dos de Mainstream Rock Tracks.
El primero de agosto ponen en marcha su gira mundial Voodoo Lounge Tour, que se inició en el Robert F. Kennedy Memorial Stadium de Washington D. C.. Ésta era la primera de las más de sesenta fechas planeadas por América del Norte. Para abrirles sus presentaciones eligieron como teloneros a Lenny Kravitz, Counting Crows y Stone Temple Pilots. El 8 de septiembre realizaron una presentación durante la gala de los MTV Video Music Awards en el Radio City Music Hall. Durante la ceremonia recibieron un reconocimiento por su trayectoria artística. Así mismo, el canal incluiría al final del año su video «Love Is Strong» en su lista de «Los 100 videos más pedidos» de 1994.

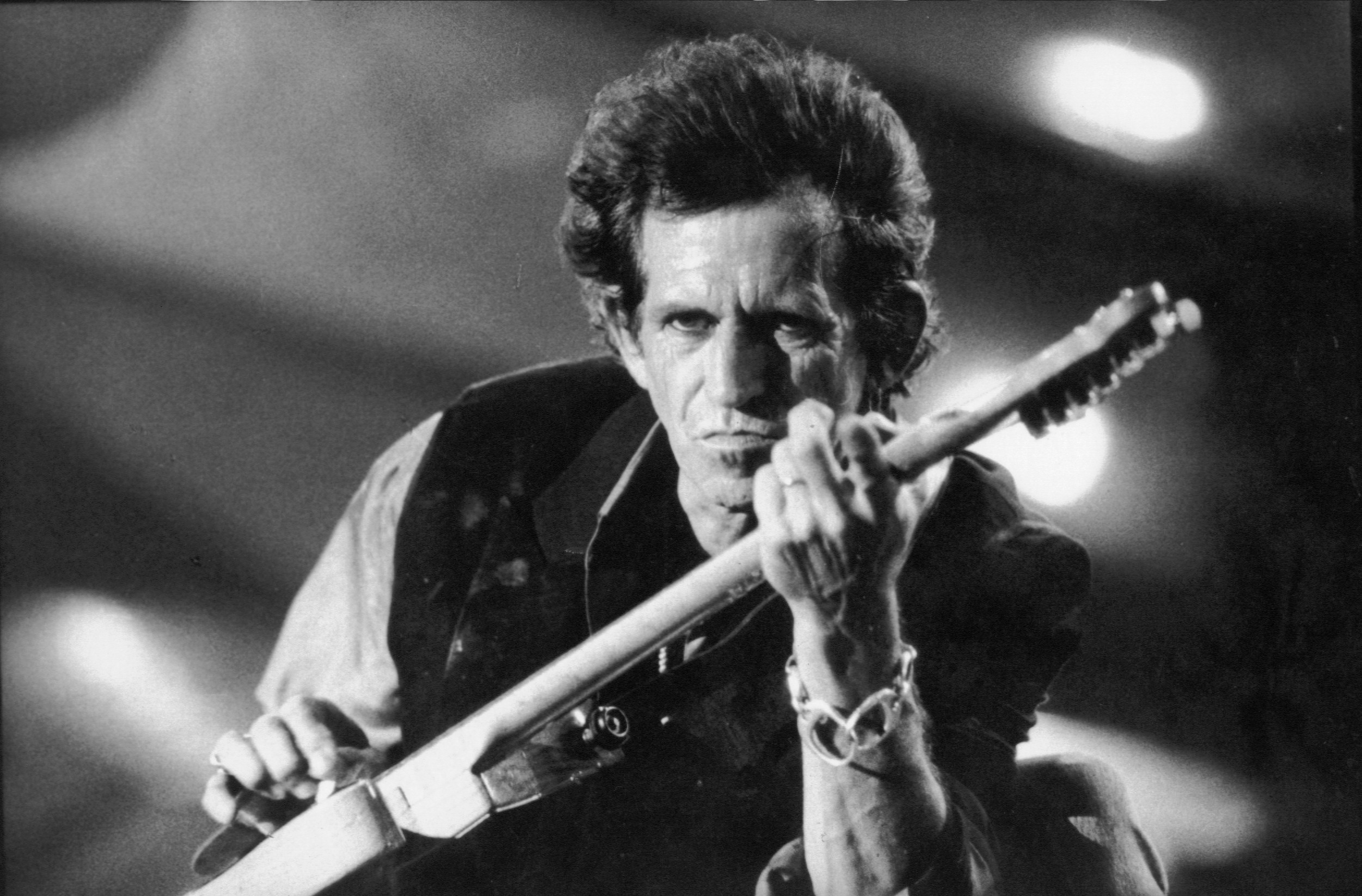
El guitarrista Keith Richards durante una de las presentaciones que ofreció la banda en el Estadio Maracaná de Río de Janeiro, Brasil en febrero de 1995.

En 1995 la banda visita Latinoamérica por primera vez en el marco de su nueva gira, abarrotando fechas en México, Brasil, Argentina y Chile entre enero y febrero. Durante la 37.ª entrega de los premios Grammy su más reciente material discográfico ganó en la categoría Mejor Álbum Rock y el videoclip de «Love Is Strong» se alzó como vencedor en la categoría de Mejor video musical, formato largo. Completan sus actuaciones por Sudáfrica, Japón, Australia, Nueva Zelanda y Europa Continental, para ofrecer su último concierto en el Feijenoord Stadion de Róterdam el 30 de agosto. La gira les reportó ganancias de más de 370 millones de dólares tras más de 140 conciertos realizados. En ese momento, se convertía en su gira más exitosa. Entre marzo y julio grabaron Stripped en Tokio, Lisboa, Londres, Ámsterdam y París, para ser publicado el 13 de noviembre. El material estaba integrado por versiones acústicas de algunas de sus canciones de antaño alternadas con otras extraídas del Voodoo Lounge Tour, inspirándose en un disco de Jackson Brown. En este álbum destacó su versión de «Like a Rolling Stone» de Bob Dylan, que además fue editada como sencillo.

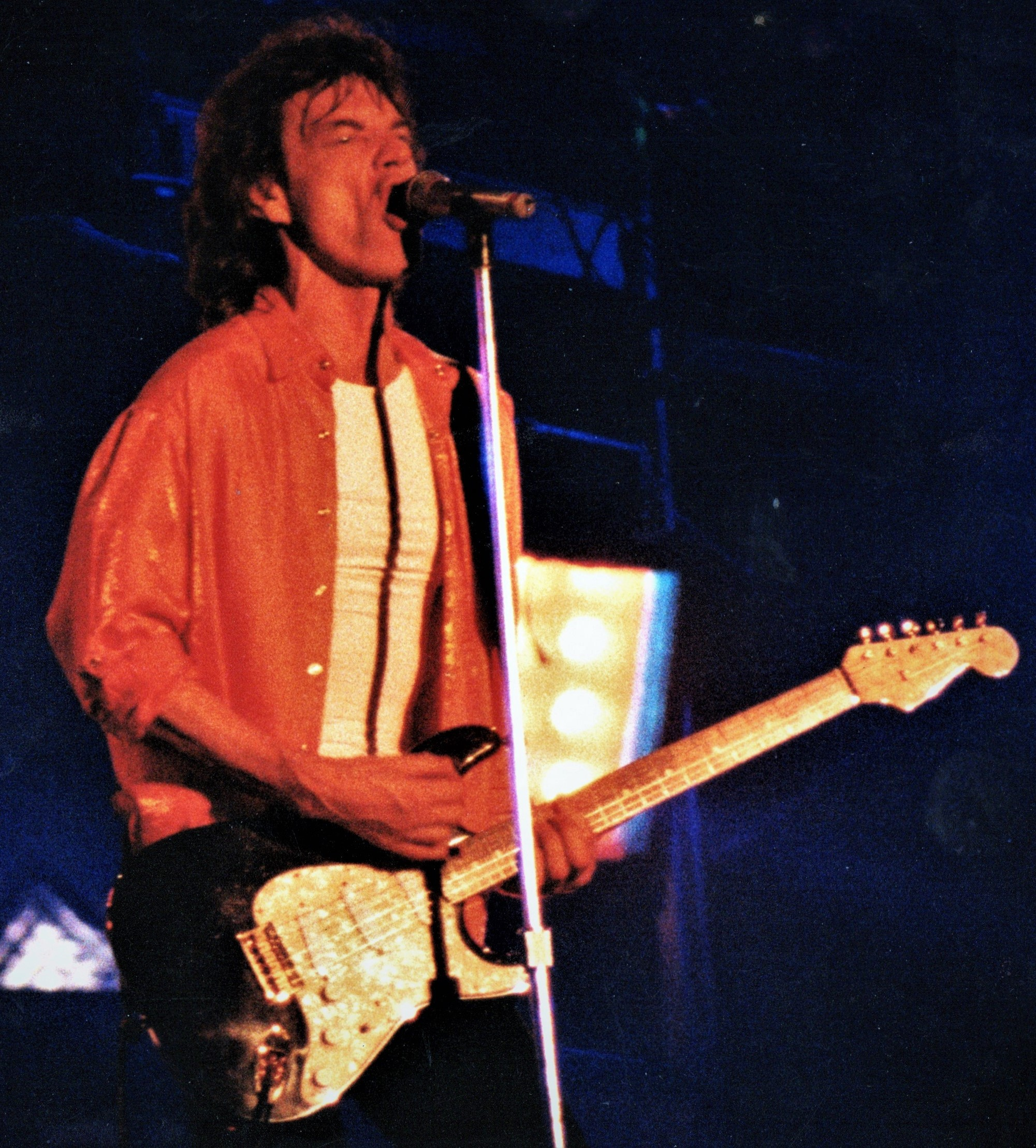
Mick Jagger, líder de The Rolling Stones, en el concierto de Santiago de Chile del 19 de febrero de 1995, durante el Voodoo Lounge Tour.

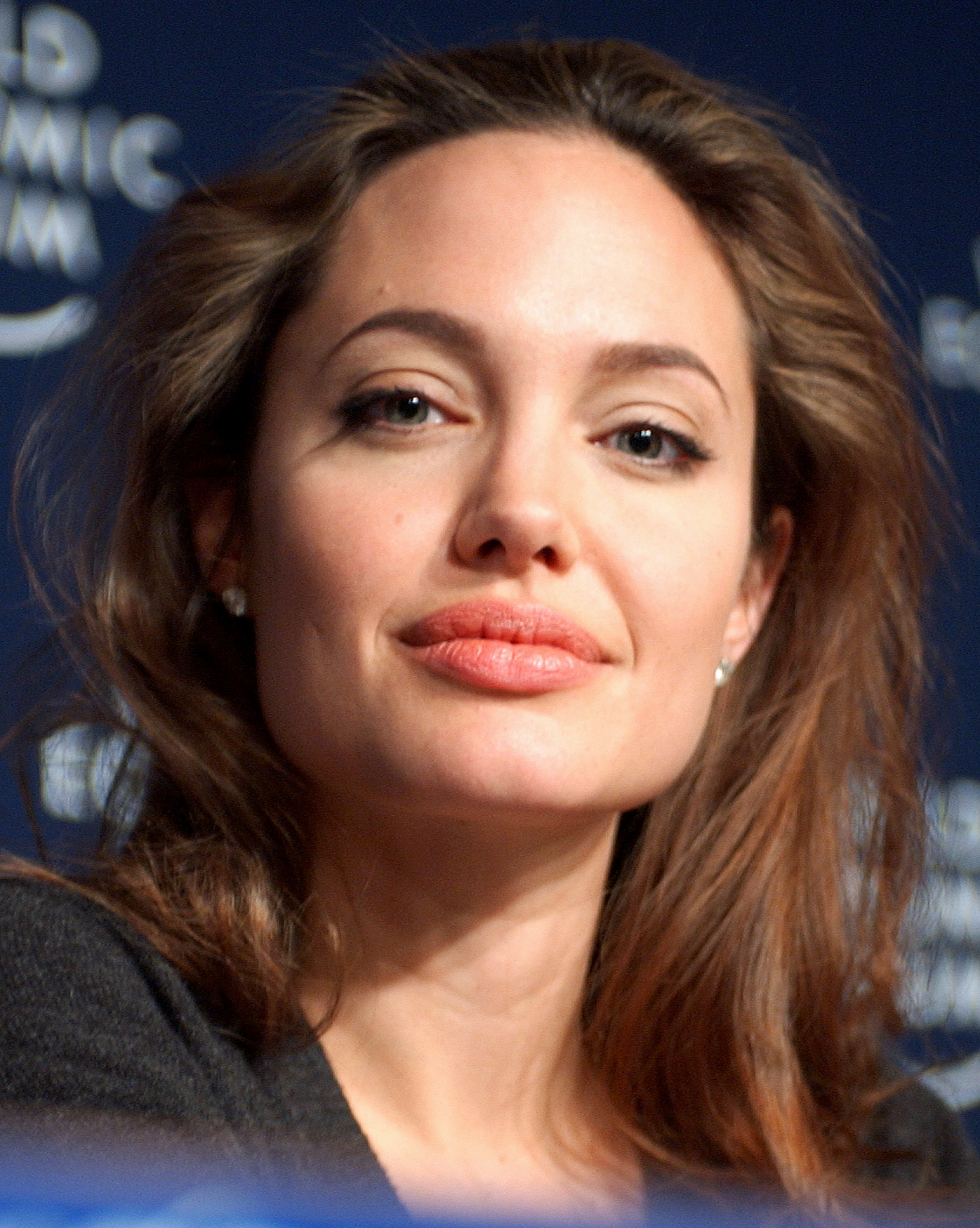
Angelina Jolie fue protagonista del video «Anybody Seen My Baby?», en el que interpreta el papel de una stripper. El clip fue dirigido por Samuel Bayer.

El 29 de septiembre de 1997 publican Bridges to Babylon, grabado en Connecticut, Londres, Nueva York y Los Ángeles entre diciembre de 1996 y julio de 1997. Contó con una gran gama de productores, encabezados por Don Was (Voodoo Lounge y Stripped) y The Glimmer Twins (Jagger/Richards), y respaldados por The Dust Brothers (productores de Beck y Beastie Boys), Pierre de Beauport, Rob Fraboni, y Danny Saber (productor de Black Grape). Le precedió «Anybody Seen My Baby?» como primer sencillo promocional, colocándose entre las 40 canciones más populares de Europa, y llegando al número 3 del Mainstream Rock Tracks del Billboard. El material contenía temas R&B, rock, reggae y blues, con influencias de música electrónica. Las críticas fueron mixtas y las ventas alcanzaron como para alcanzar un disco de platino. A mediados de año anunciaron el inicio del Bridges to Babylon Tour, que arrancó el 4 de septiembre en Toronto, Ontario, recorrió Norteamérica y paró momentáneamente en el Edward Jones Dome de San Luis, Misuri el 12 de diciembre. Al final del año la cadena televisiva MTV incluyó su videoclip «Anybody Seen My Baby?», protagonizado por la actriz Angelina Jolie, entre «Los 100 videos más pedidos» de 1997.
Reanudan la gira el 5 de enero de 1998 en Quebec y concluyen su paso por los EE. UU. (solo interrumpido por un par de presentaciones en México) con un espectáculo en Las Vegas, Nevada a mediados de febrero. Después de tocar en Japón, Brasil, Argentina, y de nuevo en Estados Unidos y Canadá, llegan al último tramo de su itinerario, Europa. Con una presentación en el Estadio Ali Sami Yen de Estambul, Turquía el 19 de septiembre ponen un alto momentáneo al tour. Lanzan No Security el 2 de noviembre, un álbum en vivo que cuenta con varias canciones inéditas en vivo, a excepción de «Live With Me» y «The Last Time».
En enero de 1999 regresan a Estados Unidos con la gira No Security Tour, con la idea de realizar presentaciones en lugares cerrados, para no más de 20 000 personas. Reanudan el Bridges to Babylon Tour el 29 de mayo en Stuttgart, Alemania y concluyen la gira el 20 de junio en Colonia. A la conclusión de la gira, las ganancias netas superan los 390 millones de dólares, eclipsando lo hecho con su anterior tour. La inactividad de la banda sólo se vio interrumpida cuando Mick Jagger y Keith Richards realizaron una breve aparición en el «Concierto por Nueva York», celebrado en el Madison Square Garden, con el objetivo de recaudar fondos para las víctimas de los atentados del 11 de septiembre de 2001.

### 2002-2012: Los Rolling en el nuevo milenio
Con su presentación el 3 de septiembre de 2002 en el FleetCenter de Boston iniciaron su gira de aniversario denominada Licks Tour. Posteriormente la Virgin Records, en asociación con ABKCO y Rolling Stones Records, publicó el compilatorio Forty Licks el 30 de septiembre, para conmemorar el 40.º aniversario de la fundación de The Rolling Stones. Este disco doble contaba con cuarenta pistas, treinta y seis de los temas más conocidos de la banda y cuatro nuevas composiciones grabadas en París a mediados de año. El mismo día sale «Don't Stop» para promocionarlo, con un éxito discreto en las listas de todo el mundo, aunque se colocó dentro del top 10 de los listados de Japón, Taiwán y Argentina. Forty Licks se convirtió en un éxito inmediato, vendiendo en su primera semana 310 000 unidades y al final del año se situó entre los discos más vendidos del año, acreditándose triple disco de platino en Estados Unidos y superando la barrera de los seis millones de unidades alrededor del mundo. Después de más de treinta presentaciones concluyeron el año con un espectáculo en el MGM Grand Garden Arena de Las Vegas el 30 de noviembre.

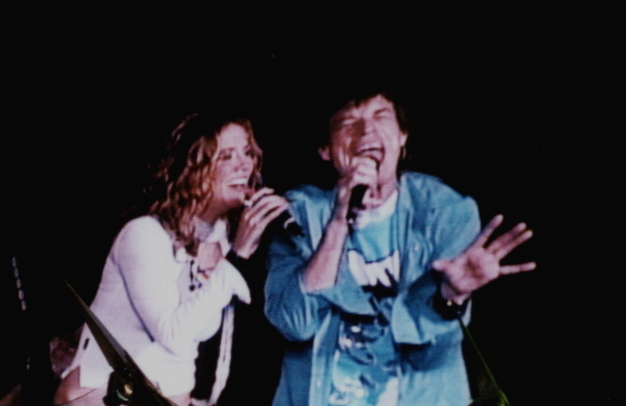
Sheryl Crow y Mick Jagger durante el Licks Tour en 2003. Crow abrió las actuaciones de la banda en varias actuaciones en los EE. UU. y a menudo hacía un dueto con Jagger en «Honky Tonk Women».

El 8 de enero de 2003 reinician su gira en el Bell Centre de Montreal y acaban el 8 de febrero en Las Vegas sus conciertos por Estados Unidos. Se presentan en Australia, Japón, Singapur y por primera vez en India, mientras que las actuaciones previstas en China y Tailandia fueron canceladas por la epidemia del síndrome respiratorio agudo severo (SRAS). En junio se trasladan a Europa, únicamente interrumpidos por una aparición en el Molson Canadian Rocks for Toronto, un concierto a beneficio de las víctimas de la epidemia del SRAS. Terminan su gira en el Estadio Letzigrund de Zúrich, Suiza el 2 de octubre. Con esta gira el grupo obtuvo ganancias superiores a los 300 millones de dólares. En noviembre se presentaron en China como parte de un festival para promover el turismo después de la epidemia de SARS. El mismo mes publican el box set Four Flicks, una caja con DVD que contenía sus presentaciones en París, Nueva York y Londres durante el Licks Tour. Sólo se comercializaron en la cadena de tiendas Best Buy, cosa que no agradó a los distribuidores HMV Canada y Circuit City, que a manera de protesta tiraron discos y artículos relacionados de los Stones. Este trabajo debutó en el primer lugar del Comprehensive Music Videos de la Billboard y fue certificado 19 veces platino, siendo el concierto en DVD más vendido en la historia de los Estados Unidos.

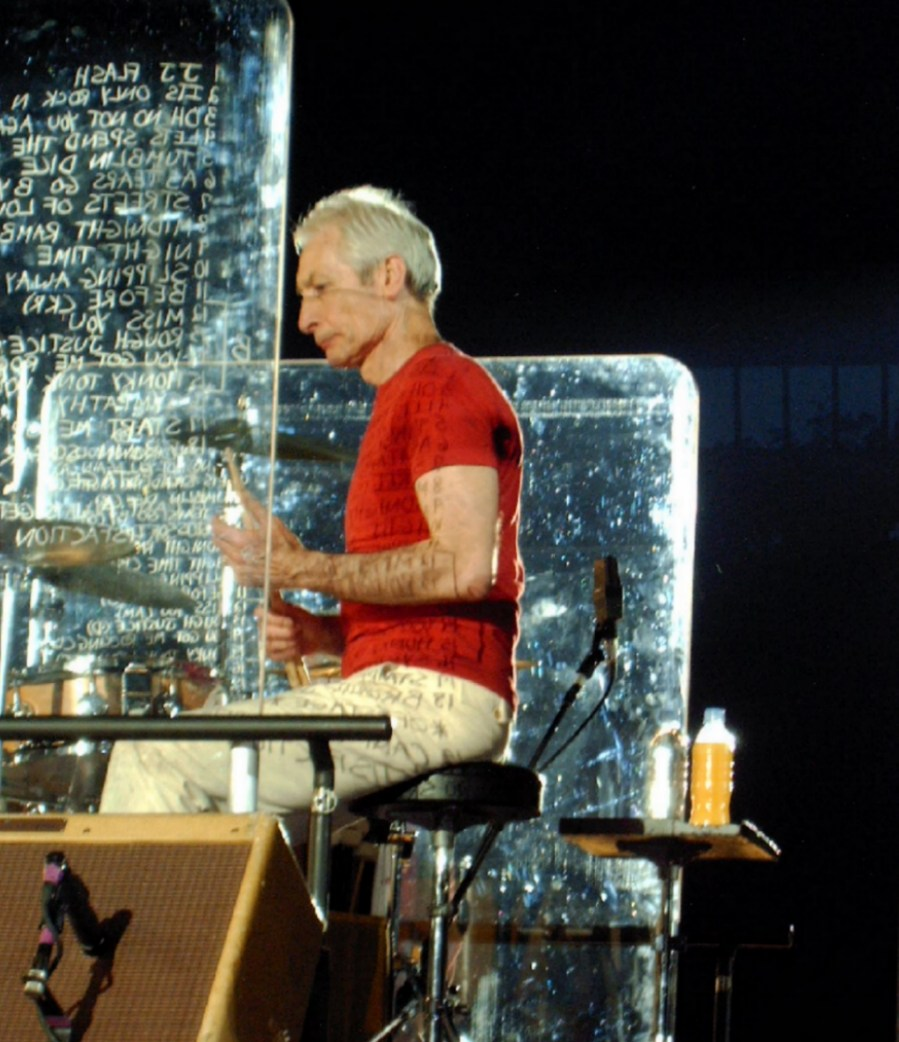
Al batería Charlie Watts le fue detectado cáncer en la garganta a mediados de 2004, por lo que The Rolling Stones suspendió todas sus actividades hasta su recuperación. Se reintegró a la banda en enero de 2005, coincidiendo con las grabaciones del A Bigger Bang.

En junio de 2004 se le diagnosticó cáncer de garganta al baterista Charlie Watts, siéndole extirpado por medio de cirugía. Posteriormente se sometió a un tratamiento de radioterapia en el Royal Marsden Hospital de Londres durante seis semanas. Esto llevó a la agrupación a suspender conciertos y las grabaciones de su nuevo álbum hasta la completa recuperación de su integrante. Para octubre Jagger declaró al periódico británico Daily Mirror que Watts había superado exitosamente la enfermedad, por lo que se reintegró a las grabaciones. El 1 de noviembre editaron Live Licks, un disco doble en directo de su última gira, conteniendo las colaboraciones de los cantantes Solomon Burke y Sheryl Crow en «Everybody Needs Somebody to Love» y «Honky Tonk Women» respectivamente.
El 10 de mayo de 2005 realizaron una pequeña presentación en la Juilliard School de Nueva York, anunciando una nueva gira mundial y una nueva producción de estudio. Para agosto dieron inicio al A Bigger Bang Tour en el Fenway Park de Boston y publicaron el sencillo doble «Streets of Love»/«Rough Justice», que se colocó dentro de las cuarenta principales de las carteleras europeas —alcanzando la cima en España—, y en listas argentinas y canadienses. Sin embargo, tuvo una pobre repercusión en Estados Unidos y el resto del mundo. Su álbum se comercializó el 5 de septiembre bajo el título de A Bigger Bang. Fue grabado en las residencias de Jagger en Francia y en la isla de San Vicente. En general recibió críticas favorables, citándose como su mejor producción desde Tattoo You o inclusive desde Some Girls. El material consta principalmente de canciones rock con base en R&B y blues, contrario a sus anteriores entregas, apreciable en «Back on My Hand», y un puñado de canciones pop/rock como «Streets of Love». La canción «Sweet Neo Con» generó polémica por su letra con gran carga política que critica al neoconservadurismo estadounidense e implícitamente al Presidente de los Estados Unidos George W. Bush, aunque esto último fue negado por el mismo Jagger.
El 22 de noviembre Virgin y la cadena de cafeterías Starbucks Corp. editaron Rarities 1971-2003, un compacto de remezclas, temas poco populares y rarezas (lados-B y grabaciones en vivo) de la banda. Como parte del A Bigger Bang Tour se presentaron en tiempo de descanso del Super Bowl XL, donde fueron censuradas las letras de «Start Me Up» y «Rough Justice». En su retorno a Latinoamérica ofrecieron un concierto gratuito en las playas de Copacabana, Río de Janeiro, que atrajo a más de un millón y medio de personas, convirtiéndose en su espectáculo más masivo. Desafortunadamente en abril de 2006, Keith Richards sufrió una conmoción cerebral tras caerse de una palma de coco en Fiyi durante las vacaciones de la banda. La situación llevó al músico a ser intervenido quirúrgicamente y causó la postergación de varias actuaciones europeas hasta junio.

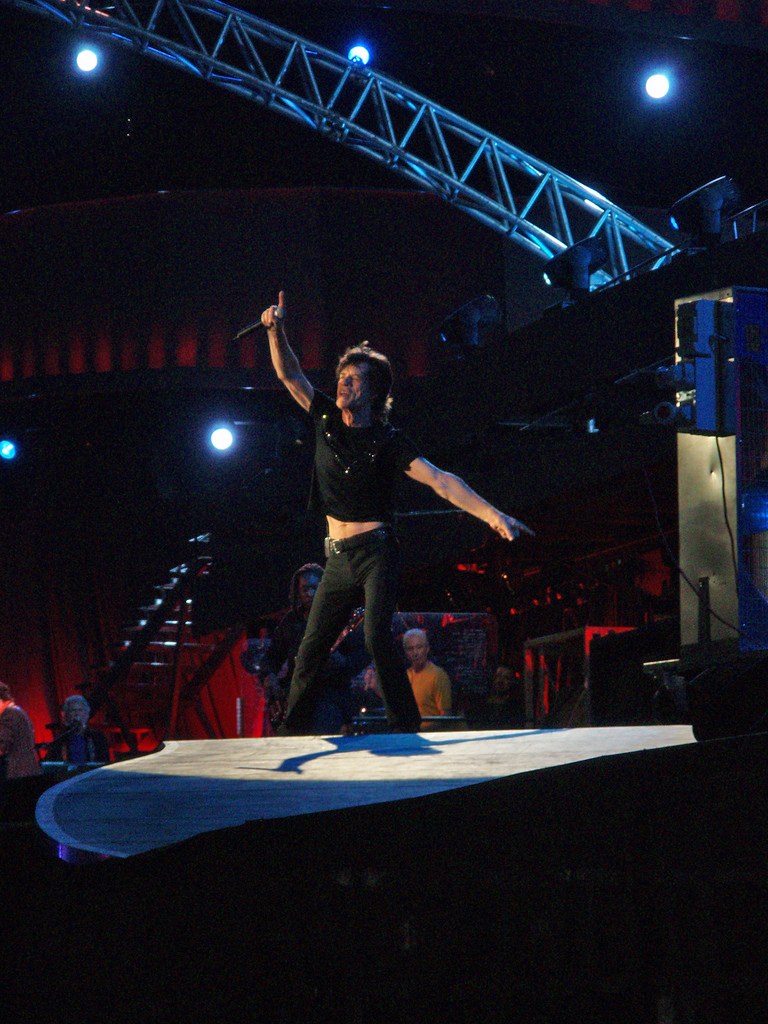
Mick Jagger en el concierto de The Rolling Stones ofrecido en el Estadio Vicente Calderón de Madrid el 28 de junio de 2007.

Aunque prosiguieron con la gira por Europa, las fechas destinadas a Madrid y Barcelona se aplazaron por cerca de un año. A principios de junio de 2007 se presentaron en el Festival de la Isla de Wight, y casi simultáneamente publicaron el box set-DVD The Biggest Bang, el cual se comercializó únicamente en las tiendas Best Buy. El periplo concluyó con tres presentaciones el 21, 23 y 26 de agosto en el O2 Arena de Londres. En septiembre, el A Bigger Bang Tour fue incluido en el Libro Guinness de los récords por ser la gira con más ganancias de la historia, aunque la citada publicación mencionó ganancias superiores a 437 millones de dólares, el promotor de giras de los Stones Michael Colh citó 558 255 524 dólares. También se posicionaron como la gira más exitosa en la historia de los Estados Unidos, territorio donde consiguieron en su primer año 162 millones de dólares, según fuentes de la revista Pollstar. El 12 de noviembre ABKCO Records puso en el mercado Rolled Gold+: The Very Best of the Rolling Stones, la reedición de Rolled Gold: The Very Best of the Rolling Stones de 1975, en Gran Bretaña. Este compilatorio estuvo disponible, además de en los formatos de doble-CD y cuádruple vinilo, en USB flash drive y en formato digital, que podía descargarse por internet.
De la gira se derivó el documental Shine a Light, dirigido por ganador del Óscar Martin Scorsese, filmado durante sus presentaciones en el Beacon Theater de Nueva York los días 29 de octubre y 1 de noviembre de 2006 como parte del A Bigger Bang Tour. Se contó con las apariciones especiales del vocalista de The White Stripes Jack White, la cantante pop Christina Aguilera y del guitarrista de blues/rock Buddy Guy. Tras su estreno el 7 de febrero de 2008 en el marco del 58° Festival Internacional de Cine de Berlín, Shine a Light acumuló buenas reseñas por parte de la crítica cinematográfica y generó ingresos por 5 505 267 solo en las salas estadounidenses y 10 268 084 de dólares en mercado extranjero. El álbum de la banda de sonido de la película fue lanzado simultáneamente y debutó en el puesto 2 del ranking británico y en el 11 del estadounidense, vendiendo unas 645 000 copias alrededor del mundo. A finales de junio firmaron un contrato con Universal Music, con el que habían firmado un acuerdo para la publicación de Shine a Light, sumándose a la gran lista de artistas que dejó EMI. Se les relacionó anteriormente con la promotora de conciertos Live Nation, aunque lo desmintieron. La discográfica lanzaría sus nuevas grabaciones bajo la subsidiaria británica Polydor Records, además adquirió los derechos para la distribución en EE. UU. del material anterior a 1994, mientras que el material posterior sería distribuido por Interscope Records.
En abril de 2009 se anunció la remasterización de toda la discografía de los Stones desde 1971, dejando de lado a Exile On Main St para su lanzamiento en una edición de lujo a finales de 2009 o principios de 2010. El 28 de julio Universal puso a la venta un box set con los 14 álbumes de estudio remasterizados. En septiembre Keith Richards publicó los planes para la grabación de un nuevo material. Se manejó el nombre de Jack White como productor: «Seguramente grabaremos nuevo material el año que viene. En cuanto a la producción, no quiero alimentar rumores: sólo digo que Jack y yo estamos en contacto».
En marzo de 2010 Keith Richards dijo que el grupo podría empezar a grabar un nuevo disco a fin de año. Según Richards, todavía no está delineado el perfil del nuevo material; sin embargo, deslizó que la banda estaría evaluando entrar en los estudios de grabación antes de fin de año. «No hay planes definidos, pero no puedo ver al resto de los miembros del grupo detenerse. No me sorprendería si grabamos algo nuevo cerca de fin de año», señaló.
En julio de 2010 corrieron rumores de su separación oficial en el 2012 (después de cumplir los 50 años de carrera) haciendo una gira mundial para presentar el nuevo disco y para despedirse, rumores que fueron desmentidos en octubre de ese mismo año por el guitarrista de la banda, Ronnie Wood: «Vamos a seguir tocando, seguro. Somos como los viejos monjes, esos que nunca abandonan. Vamos a tocar hasta que nos caigamos del escenario... Los Rolling Stones no se separarán hasta que todos los miembros no hayan fallecido».

### 2013-2020: Cinco décadas juntos
En 2013, al cumplirse 50 años del primer concierto que dieron como grupo, subieron una foto a las redes sociales y posteriormente anunciaron su nueva gira 50 & Counting, que terminaron a mediados de ese año. En 2014 comenzaron otro tour llamado 14 On Fire por Europa, Asia, Medio Oriente, Oceanía y Estados Unidos, tour que estuvo suspendido varios meses a causa del suicidio de la novia de Jagger, L'Wren Scott, el 17 de marzo de 2014. La gira fue reanudada el 26 de mayo. A finales de 2015 la banda anunció su regreso a Latinoamérica, con una gira por estadios exclusiva para la región la cual llamaron América Latina Olé Tour; comenzó en el Estadio Nacional de Santiago frente a más de 60 000 personas el 3 de febrero de 2016 en Santiago de Chile, para luego presentar tres conciertos en la ciudad de La Plata en Argentina, posterior a estos conciertos se presentan por primera vez en Uruguay. La gira continúa con cuatro shows en Brasil, específicamente en Río de Janeiro, São Paulo y Porto Alegre. También hicieron su debut en Lima, Perú y en Bogotá, Colombia. Luego aterrizaron en México, para presentarse en una doble fecha en Ciudad de México en el Foro Sol y finalmente la gira concluyó el 25 de marzo de 2016 con un multitudinario e histórico concierto en La Habana, Cuba frente a más 1.2 millones de espectadores. El día 2 de diciembre de 2016 la banda sacó a la venta su nuevo disco Blue & Lonesome, consistente en versiones de blues clásicos de artistas como Willie Dixon o Little Walter, que fueron los primeros ídolos de la banda. Durante el verano de 2017, el guitarrista de la banda, Keith Richards, desveló que el grupo está preparando un nuevo álbum. El 9 de mayo de 2017 el grupo anunció una nueva gira europea, llamada No Filter Tour. La gira empezó el 9 de septiembre en Hamburgo, Alemania y terminó el 25 de octubre en París. A pesar de la crítica de los fanes del grupo, no actuaron en el Reino Unido, pero si lo hicieron en Austria, Suiza, Italia, España, Países Bajos, Dinamarca, Suecia y Francia. Cabe decir que París fue la única ciudad donde se llegaron a hacer dos conciertos. El 6 de octubre de 2017 presentaron el nuevo álbum On Air, un disco que recoge las grabaciones llevadas a cabo entre 1963 y 1965 en los estudios de la BBC. Dicho recopilatorio se empezó a distribuir el 1 de diciembre del mismo año.

### 2021-2022: Fallecimiento de Charlie Watts y 60.º aniversario
La gira No Filter Tour comenzó el 9 de septiembre de 2017 en Hamburgo y cerró su primera etapa dos años después en Miami, el 30 de agosto de 2019. Estaba programada para concluir en 2020, pero tuvo que ser pospuesta debido a la pandemia de Covid-19. Se anunció que la gira se reanudaría en septiembre de 2021.
No obstante, a principios de agosto se anunció que, debido a problemas médicos, Charlie Watts sería sustituido a la batería por Steve Jordan, músico colaborador de Keith Richards, por lo que restaba de gira, siendo la primera vez en la historia del grupo que uno de sus miembros no participaría en directo. Sin embargo, el 24 de agosto de 2021, la oficina de los Stones anunció el fallecimiento de Watts a los 80 años. Es el primer miembro del grupo en fallecer estando en activo, ya que Brian Jones había sido despedido cuando murió en 1969, e Ian Stewart no era miembro oficial de la banda cuando murió en 1985. El 20 de septiembre de 2021, como antesala al reinicio de la gira, el grupo dio un concierto privado en el Gillette Stadium de Foxborough, Massachusetts, siendo la primera vez desde enero de 1963 que Charlie Watts no estaba con ellos en el escenario. Mick Jagger, acompañado por Keith Richards y Ronnie Wood al frente del escenario, pronunció un emotivo discurso como homenaje a su compañero recién fallecido. En enero de 2022, apareció una colección de sellos conmemorativos del 60.º aniversario de la fundación del grupo. Y en junio, el grupo se embarcó en una nueva gira llamada Sixty Tour, en celebración de los 60 años de carrera.

## Estilo e influencias

### Estilo

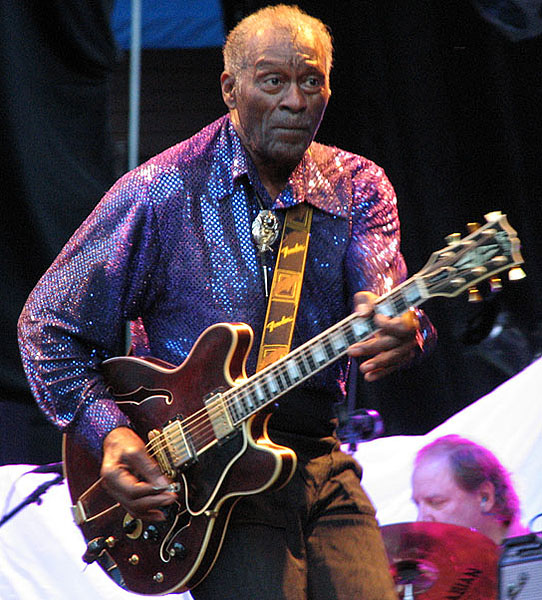
Chuck Berry fue una de las influencias más importantes en la música de The Rolling Stones y una de las razones por las que se formó la banda.

The Rolling Stones se caracterizan por melodías sencillas y estructuras simples donde no abundan demasiados acordes, que acompañan a letras crudas que tocan temáticas sociales. Durante su extensa carrera han añadido varios géneros a su clásico repertorio de rock and roll con base R&B/Blues, como el country, el folk, el reggae y el dance. Sus primeras composiciones surgieron de los intereses mutuos de Mick Jagger y Keith Richards por la música estadounidense (Robert Johnson, Chuck Berry, Bo Diddley, Muddy Waters, Fats Domino, Jimmy Reed y Little Walter). Estos influyeron a su vez en Brian Jones, líder de la banda de ese entonces, que se interesaba en T-Bone Walker y la música jazz,[cita requerida] y Charlie Watts, que igual optaba por el jazz (Charlie Parker, Miles Davis, Buddy Rich y Elvin Jones) y repudiaba el rock and roll y el blues, aunque sentía simpatía por el R&B al igual que Jagger, Jones y Richards.
En sus primeros discos eran intérpretes de rhythm & blues y soul americano, pero debido al competitivo mercado del rock inglés se vieron en la obligación de escribir sus propias canciones para comenzar a destacar y diferenciarse. Canciones como «Little by Little», «Heart of Stone» o «What a Shame» tenían una estructuración R&B. Sin embargo, en algunos de sus nuevos temas se mostraban maduros y sensibles, al contrario de la imagen «viril» que intentaban transmitir, como en «Off the Hook», que trata sobre las difíciles relaciones de las parejas inglesas de ese tiempo (lo que les valió sus primeras acusaciones de misoginia), y «As Tears Go By», que habla sobre el inminente final de una relación. A pesar de sus raíces en la música estadounidense, sencillos como «Tell Me (You're Coming Back)» tenían influencias en el Mersey, similar a las canciones de The Beatles.
Con el auge del rock psicodélico en la segunda mitad de la década de los 60 publicaron Between the Buttons y Their Satanic Majesties Request. El primero es un collage de temas rock y baladas con tintes psicodélicos y R&B, y el segundo era un disco de música psicodélica, más experimental y arriesgado. En este se exponían cuestionamientos filosóficos futuristas y comentaban sus recientes experiencias carcelarias con el respaldo de ritmos e instrumentos exóticos, con intervención del mellotron y la incorporación de orquesta. Con el final de la década la temática de sus letras tomó un carácter más político y crítico, «Street Fighting Man» se inspiró en las luchas estudiantiles en París y en el encarnizamiento de los choques entre la policía y los opositores a la guerra de Vietnam en los Estados Unidos, mientras que «Gimme Shelter» hace referencias al mismo conflicto bélico. Beggars Banquet, que incluye «Street Fighting Man», reunía ritmos blues y R&B con pinceladas de música country, resultado de la gran influencia que el pionero del country-rock Gram Parsons tenía sobre el guitarrista Keith Richards, uno de sus mejores amigos en ese tiempo.
En sus tres álbumes siguientes (Let It Bleed, Sticky Fingers y Exile On Main St.) tratan principalmente sobre la soledad y alienación que sufren las estrellas del rock. Este último trabajo destacó por la gran diversidad de ritmos presentes, pasando del rockabilly y el blues hasta el gospel y el jazz, además de los clásicos rock/blues/R&B de la banda. Entrados los años setenta, viven una etapa de decadencia, estancados en la música rock-pop, salvo algunos experimentos con el jazz, el funk y el reggae en Black and Blue, y solo sostenidos por grandes éxitos como «Angie», para mantenerlos aún en el mercado musical ante la aparición de nuevos géneros como el Punk o la Disco. Para superarlo, tras la salida de Mick Taylor, lanzan Some Girls, producción de sonido metálico, en el que destaca el manejo de guitarras. El LP consistía en un repertorio de canciones con la crudeza del punk, reservándose el tema principal para un estilo radicalmente distinto: «Miss You») está considerado como un tema de música disco. Sus siguientes materiales compartían el mismo estilo, exceptuando Dirty Work, y su colaboración con the Master Musicians of Jajouka liderado por Bachir Attar, que se materializó en el tema «Continental Drift» del álbum Steel Wheels. Con Bridges to Babylon de 1997 le añadieron toques de música electrónica a sus composiciones. En su más reciente material A Bigger Bang se mantienen influencias más cercanas al R&B y al blues.

### Influencia y legado

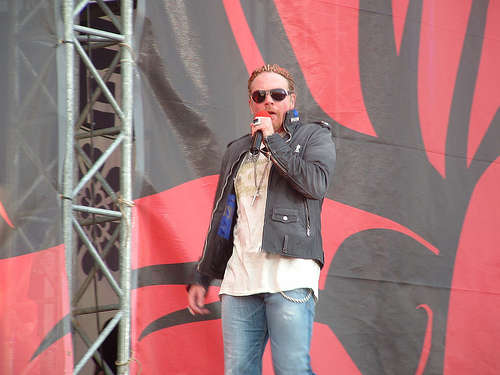
Axl Rose, vocalista de Guns N' Roses, confesó ser fanático de The Rolling Stones

The Rolling Stones está considerado como uno de los mejores y más influyentes grupos en la historia del rock, El periodista español José Ramón Pardo menciona en su libro «La discoteca ideal de la música pop» la clave del éxito de The Rolling Stones: los define como «un grupo atemporal capaz de adaptarse, con sólo unos simples apuntes estilísticos, a cualquier tiempo musical que se avecine». Durante el desarrollo de su trayectoria se fueron convirtiendo en la definición del rock, una banda emblemática del género. Mick Jagger y Keith Richards establecieron con The Rolling Stones el estereotipo de la clásica banda de rock. Le dieron a un sonido (con raíces en el R&B y blues estadounidense) un contenido muchas veces polémico; componiendo canciones con temáticas tales como la decepción, el sexo, las drogas y las mujeres. Adoptaron una apariencia de chicos desaliñados, sucios e intimidantes; y una imagen pública rebelde, comportándose como «chicos malos» en constantes problemas con la ley por el contenido de sus letras y su abierta adicción a las drogas y al alcohol.

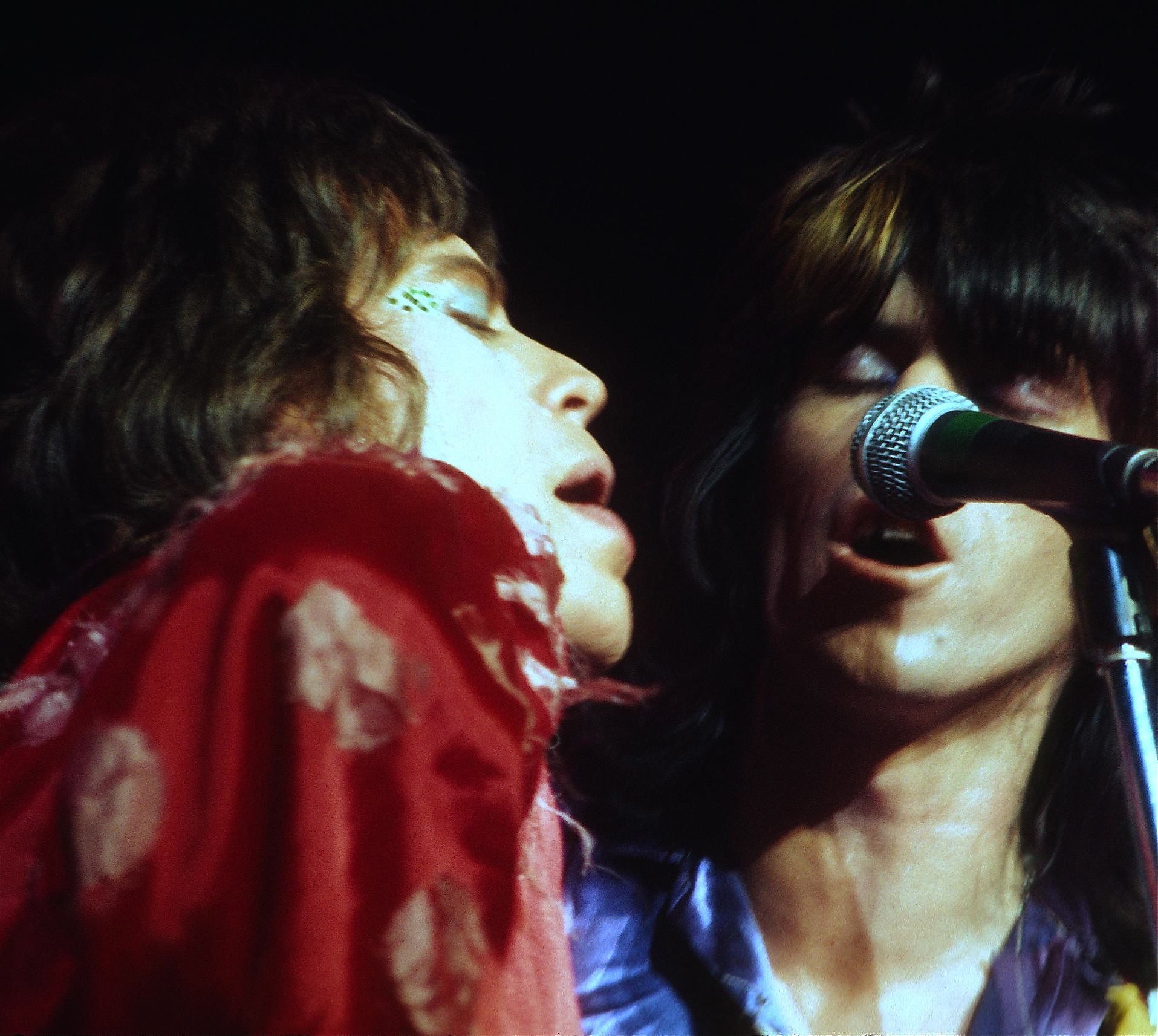
Mick Jagger y Keith Richards son los únicos miembros originales actualmente en The Rolling Stones, y constituyen uno de los dúos compositivos más influyentes y exitosos de la música popular.

Están incluidos en el Salón de la Fama del Rock and Roll desde 1989, y en 2004 fueron puestos en el cuarto lugar por la revista estadounidense Rolling Stone en la lista de Los Inmortales: los 100 artistas más grandes de todos los tiempos. La misma publicación colocó catorce de sus canciones en su lista de Las 500 mejores canciones de todos los tiempos, destacando a «(I Can't Get No) Satisfaction» en el número dos y la inclusión de «Sympathy for the Devil» y «Gimme Shelter» entre las 100 primeras, y anteriormente seleccionó diez de sus álbumes de estudio entre Los 500 mejores álbumes de todos los tiempos, con Exile on Main St. en el puesto 7 de la lista. En vísperas de su gira Licks Tour la revista británica Q los nombró una de «Las 50 bandas que debes ver antes de morir».
En los inicios de su carrera su música tuvo gran repercusión en el sonido de bandas como Jefferson Airplane, The Flamin' Groovies, y Humble Pie, en los años 70 sus composiciones también quedaron plasmadas en algunos materiales de diversos cantantes, entre los que se puede incluir a Terry Reid, Rod Stewart, y David Bowie. La combinación de rock, blues y R&B característica de la banda se apreció en algunas producciones de agrupaciones setenteras como Led Zeppelin, y ZZ Top. Igualmente se encuentran algunos destellos de Jagger y compañía en otras bandas de géneros distintos como New York Dolls, J. Geils Band, Oasis, The Verve, Primal Scream, y The Hives. También se puede mencionar a Guns N' Roses, Cinderella, Velvet Revolver, Jet y The Black Crowes. De igual forma, algunos materiales de The Rolling Stones fueron los impulsores de otros artistas, como es el caso del tema «I Just Want to See His Face», cuya atmósfera densa fue precursora de los sonidos de las producciones de Sonic Youth y Tom Waits o el álbum Exile on Main St., que fue la inspiración del disco debut de Liz Phair, Exile In Guyville.
En Latinoamérica han tenido gran repercusión en diversas bandas argentinas como Ratones Paranoicos, Los Piojos y Viejas Locas. En dicho país sudamericano, en la década de 1980 surgió una subcultura denominada rolinga, cuyos seguidores mezclan su fanatismo por la banda británica con otras bandas argentinas de rock and roll, especialmente aquellas que posteriormente fueron agrupadas bajo el rótulo de rock rolinga debido a emular el sonido de The Rolling Stones y poseer muchos rolingas entre sus miembros y seguidores (como Ratones Paranoicos, Los Piojos, Viejas Locas, Guasones, Jóvenes Pordioseros o La 25).
En España su influencia puede notarse en grupos como Tequila o Burning o en el sentido homenaje de Loquillo en su tema "Simpatía por los Stones", entre otros.

## Discografía
Discografía de estudio
| Fecha de lanzamiento     | Título                                                 | Ventas en EE. UU. | Billboard |
| ------------------------ | ------------------------------------------------------ | ----------------- | --------- |
| 16 de abril de 1964      | The Rolling Stones                                     | 500 000           | #11       |
| 17 de octubre de 1964    | 12 x 5 (Solo en EE.UU.)                                | 500 000           | #3        |
| 15 de enero de 1965      | The Rolling Stones No.2                                | 500 000           | #5        |
| 13 de febrero de 1965    | The Rolling Stones, Now! (Solo en EE.UU.)              | 500 000           | #5        |
| 30 de julio de 1965      | Out of Our Heads                                       | Un millón         | #1        |
| 4 de diciembre de 1965   | December's Children (And Everybody's) (Solo en EE.UU.) | 500 000           | #4        |
| 20 de junio de 1966      | Aftermath                                              | 500 000           | #2        |
| 11 de febrero de 1967    | Between the Buttons                                    | 500 000           | #2        |
| 8 de diciembre de 1967   | Their Satanic Majesties Request                        | 500 000           | #2        |
| 6 de diciembre de 1968   | Beggars Banquet                                        | Un millón         | #5        |
| 5 de diciembre de 1969   | Let It Bleed                                           | 2 millones        | #3        |
| 23 de abril de 1971      | Sticky Fingers                                         | 3 millones        | #1        |
| 12 de mayo de 1972       | Exile on Main St.                                      | Un millón         | #1        |
| 31 de agosto de 1973     | Goats Head Soup                                        | 3 millones        | #1        |
| 18 de octubre de 1974    | It's Only Rock'n'Roll                                  | Un millón         | #1        |
| 23 de abril de 1976      | Black and Blue                                         | Un millón         | #1        |
| 9 de junio de 1978       | Some Girls                                             | 6 millones        | #1        |
| 20 de junio de 1980      | Emotional Rescue                                       | 2 millones        | #1        |
| 24 de agosto de 1981     | Tattoo You                                             | 4 millones        | #1        |
| 7 de noviembre de 1983   | Undercover                                             | Un millón         | #4        |
| 24 de marzo de 1986      | Dirty Work                                             | Un millón         | #4        |
| 29 de agosto de 1989     | Steel Wheels                                           | 3 millones        | #3        |
| 11 de julio de 1994      | Voodoo Lounge                                          | 2 millones        | #2        |
| 29 de septiembre de 1997 | Bridges to Babylon                                     | Un millón         | #3        |
| 5 de septiembre de 2005  | A Bigger Bang                                          | Un millón         | #3        |
| 2 de diciembre de 2016   | Blue & Lonesome                                        | 123.000           | #4        |
| 20 de octubre de 2023    | Hackney Diamonds                                       | -                 | #3        |

## Miembros
De los miembros originales de la banda, hasta la fecha solo se mantiene la asociación formada por Mick Jagger y Keith Richards, que continúan siendo la formación más longeva en la historia del rock. El pianista Ian Stewart dejó de ser «miembro oficial» de la banda en 1963, por decisión de Andrew Loog Oldham, mánager y productor del grupo por entonces. Sin embargo, siguió tocando con el grupo hasta su muerte en 1985. El multinstrumentista y primer líder Brian Jones fue expulsado de la banda en junio de 1969 por su adicción a las drogas (y moriría un mes más tarde), y fue reemplazado por Mick Taylor, aunque este último dejaría la banda a mediados de la década de 1970. A su vez, Taylor fue relevado por Ronnie Wood en 1976. Bill Wyman decidió dejar la banda en 1993 y no fue reemplazado oficialmente. En agosto de 2021, y tras 58 años en la banda, falleció Charlie Watts a la edad de 80 años, apenas semanas después de dejar en duda su participación en la gira programada para ese año por problemas de salud. En dicha gira, es sustituido a las baquetas por Steve Jordan, nuevo batería de la banda.

### Línea de tiempo
| - Mick Jagger - voz, armónica, piano, percusión, guitarra, teclados, bajo (1962-presente) - Keith Richards - guitarra, voz, bajo, teclados, percusión (1962-presente) - Ronnie Wood - guitarra, coros, bajo, armónica, saxofón, pedal steel guitar, lap steel guitar y batería (1975-presente) | - Chuck Leavell - teclados, coros (1982-presente) - Bernard Fowler - coros, percusión (1989-presente) - Matt Clifford - teclados (1989-1990, 2012-presente) - Darryl Jones - bajo, piano (1994-presente) - Tim Ries - saxofón, teclados (1999-presente) - Karl Denson - saxofón (2014-presente) - Sasha Allen - coros (2016-presente) - Steve Jordan - batería (2021-presente) | - Brian Jones - acordeón, armónica, arpa eléctrica, bajo, banjo, clavicémbalo, dulcimer, flauta dulce, guitarra, mandolina, marimba, melotrón, oboe, órgano, percusión, piano, saxofón, sitar, tambura, theremín y ukelele (1962-1969, muerto en 1969) - Ian Stewart - piano, órgano, percusión (1962-1963, integrante no oficial: 1963-1985, su muerte) - Bill Wyman - bajo, piano, teclados, voz (1962-1993) - Charlie Watts - batería (1963-2021, su muerte) - Mick Taylor - guitarra, coros, bajo, sintetizador (1969-1975) - Geoff Bradford - guitarra (1962) - Dick Taylor - bajo (1962) - Mick Avory - batería (1962) - Ricky Fenson - bajo (1962) - Tony Champman - batería (1962) - Colin Golding - bajo (1962) - Carlo Little - batería (1962-1963, muerto en 2005) | - Bobby Keys - saxofón (1970-1973, 1981-2014, su muerte) - Jim Price - trompeta, trombón (1970-1973) - Nicky Hopkins - piano (1971-1973, muerto en 1994) - Billy Preston - teclados, coros (1973-1977, muerto en 2006) - Ollie E. Brown - percusión (1975-1976) - Ian McLagan - teclados (1978-1981, muerto en 2014) - Ernie Watts - saxofón (1981) - Lisa Fischer - coros (1989-2015) - Blondie Chaplin - guitarra, coros (1997-2007) |

## Trabajos en solitario
Durante los primeros años de la banda, Brian Jones produjo, escribió e interpretó la banda sonora de la película Mord und Totschlag (también conocida como A Degree Of Murder), un filme avant-garde alemán de 1966 protagonizado por su entonces novia Anita Pallenberg y dirigida por Volker Schlöndorff. Este tal vez fue el único material como solista que lanzó Jones en vida. Poco después, contribuyó tocando el saxofón en la canción «You Know My Name (Look Up the Number)» de The Beatles, composición que fue editada como lado-B de «Let It Be» el 6 de marzo de 1970. En 1971 se editó a título póstumo Brian Jones Presents the Pipes of Pan at Joujouka, grabado por el mismo guitarrista con un grupo local de una villa de Marruecos llamado Master Musicians of Joujouka en 1968. Este álbum de World music surgió debido a la insistencia del pintor y novelista Brion Gysin y de su compañero de profesión marroquí Mohamed Hamri de que el compositor escuchara la música de esa región africana.
El guitarrista Keith Richards, antes de lanzar su primer disco en solitario, colaboró con otros artistas, como en la canción «All You Need Is Love» de The Beatles en 1967 (haciendo de voz de fondo) además de tocar el bajo y la guitarra en el álbum del músico soul y teclista ocasional del grupo durante los 70 Billy Preston: That's the Way God Planned It (1969). Su primer disco de solista se lanzó en 1988 bajo el título Talk is Cheap, año en el que circuló también su disco en vivo Live at the Hollywood Palladium. En octubre de 1992 puso a la venta el que es hasta ahora su último material solista: Main Offender.
Mick Jagger es el que ha tenido más éxito como solista. Su primer trabajo en solitario, She's The Boss (publicado en 1985), alcanzó el disco de platino en los Estados Unidos. Ese mismo año lanzó a dúo con David Bowie el sencillo «Dancing in the Street»: la canción original de Martha and the Vandellas sirvió como tema promocional para el movimiento caritativo de Live Aid. El año anterior colaboró con el grupo de R&B The Jackson 5, interpretando junto a Michael Jackson, vocalista del quinteto, «State of Shock», canción que se convirtió el sencillo más exitoso de su álbum Victory. Durante el máximo momento de crisis de la banda puso en circulación Primitive Cool, aunque no tuvo tanta repercusión como su material anterior. Posteriormente, realizó composiciones propias en los periodos de descanso de la banda. Wandering Spirit (1993) fue editado después de la gira Steel Wheels/Urban Jungle Tour; Goddess in the Doorway (2001) fue posterior al Bridges to Babylon Tour y The Very Best Of Mick Jagger (2007), se lanzó a continuación del A Bigger Bang Tour. En 2004 compuso las letras de la banda sonora de la película Alfie, cuyo corte promocional «Old Habits Die Hard» —en el cual colaboró Dave Stewart, exmiembro del grupo inglés de synthpop Eurythmics— le valió ganar numerosos premios incluyendo el Globo de Oro por Mejor Canción Original en 2005.
Ronnie Wood es otro stone que también ha editado discos como solista. Para cuando llegó a la banda, ya contaba con un repertorio en solitario, además fue fundador del grupo The New Barbarians. Hasta ahora, ha lanzado diez producciones por su cuenta desde que se unió a The Rolling Stones: Gimme Some Neck (1979), 1234 (1981), Live at the Ritz (1988), Slide on This (1992), Slide on Live: Plugged in and Standing (1993), Live and Eclectic (2000), Not for Beginners (2001), Ronnie Wood Anthology: The Essential Crossexion (2006), Buried Alive: Live in Maryland (2006) y The First Barbarians: Live from Kilburn (2007).
Por su parte, el baterista Charlie Watts, a pesar de pertenecer a un grupo rock, siguió amando el jazz y con su Charlie Watts Quintet editó varios discos, siendo los dos últimos From One Charlie y A Tribute to Charlie Parker with Strings a principios de los años 90.

## Premios
| Año  | Premio                              | Categoría                                        |
| ---- | ----------------------------------- | ------------------------------------------------ |
| 1987 | Premios Grammy                      | Trayectoria Musical                              |
| 1989 | Salón de la Fama del Rock           | Ingreso                                          |
| 1991 | Premios Juno                        | Artista Internacional del Año                    |
| 1994 | MTV Video Music Awards              | Trayectoria Musical                              |
| 1995 | Premios Grammy                      | Mejor Álbum de Rock por Voodoo Lounge            |
| 1995 | Premios Grammy                      | Mejor video, formato corto por «Love is Strong»  |
| 2005 | World Music Awards                  | Mejor grupo musical en giras de toda la historia |
| 2007 | Libro Guinness de récords mundiales | Gira más exitosa de todos los tiempos            |
| 2013 | New Musical Express                 | Mejor película, Crossfire Hurricane              |
| 2013 | New Musical Express                 | Mejor directo                                    |

## Giras musicales
| - The Rolling Stones British Tour 1963 - The Rolling Stones 1st British Tour 1964 - The Rolling Stones 2nd British Tour 1964 - The Rolling Stones 1st American Tour 1964 - The Rolling Stones 3rd British Tour 1964 - The Rolling Stones 4th British Tour 1964 - The Rolling Stones 2nd American Tour 1964 - The Rolling Stones 1st Irish Tour 1965 - The Rolling Stones Far East Tour 1965 - The Rolling Stones 1st British Tour 1965 - The Rolling Stones 1st European Tour 1965 - The Rolling Stones 2nd European Tour 1965 - The Rolling Stones 1st American Tour 1965 - The Rolling Stones 3rd European Tour 1965 - The Rolling Stones 2nd Irish Tour 1965 - The Rolling Stones 4th European Tour 1965 - The Rolling Stones 2nd British Tour 1965 - The Rolling Stones 2nd American Tour 1965 - The Rolling Stones Australasian Tour 1966 - The Rolling Stones European Tour 1966 - The Rolling Stones American Tour 1966 - The Rolling Stones British Tour 1966 - The Rolling Stones European Tour 1967 | - The Rolling Stones American Tour 1969 - The Rolling Stones European Tour 1970 - The Rolling Stones UK Tour 1971 - The Rolling Stones American Tour 1972 - The Rolling Stones Pacific Tour 1973 - The Rolling Stones European Tour 1973 - Rolling Stones Tour of the Americas '75 - Rolling Stones Tour of Europe '76 - Rolling Stones US Tour 1978 - Rolling Stones American Tour 1981 - Rolling Stones European Tour 1982 - Steel Wheels/Urban Jungle Tour - Voodoo Lounge Tour - Bridges to Babylon Tour - No Security Tour - Licks Tour - A Bigger Bang Tour - 50 & Counting - 14 On Fire - Zip Code Tour - América Latina Olé Tour - No Filter Tour - Sixty Tour - Hackney Diamonds Tour |

### En inglés
- Dodd, Philip; Jagger, Mick; Loewenstein, Dora y Watts, Charlie. According to the Rolling Stones. (ISBN 84-08-04936-4) Chronicle Books, 2003.
- Greenfield, Robert. S.T.P.: A Journey Through America With The Rolling Stones. (ISBN 0-306-81199-5) Da Capo Press, 2002.
- Paytress, Mark. The Rolling Stones: off the record. Omnibus Press, 2003
- Hector, James. The complete guide to the music of the Rolling Stones. Omnibus Press, 1995
- Forget, Thomas. Rock & roll hall of famers: The Rolling Stones. The Rosen Publishing Group, 2003

### En español
- Vázquez, Gustavo. The Rolling Stones: Bailando con el Diablo. Trafford Publishing, 2005. (ISBN 1-55395-677-X)
- Muniesa, Mariano. Rolling Stones: Viaje Al Infierno Del Rock N'Roll. VOSA SL, 1995. (ISBN 978-84-8218-017-5)
- AA. VV., Lo Mejor de Rolling Stone, traducción de Darío Giménez, Ediciones B.
- Mireles, Joab. Los Rolling Stones: Los viejos dioses nunca mueren. Swing, 2006